# Cronologia descoperirilor în medicină
Aceasta este o listă cronologică de descoperiri și tehnologii medicale.

## 2000 – prezent

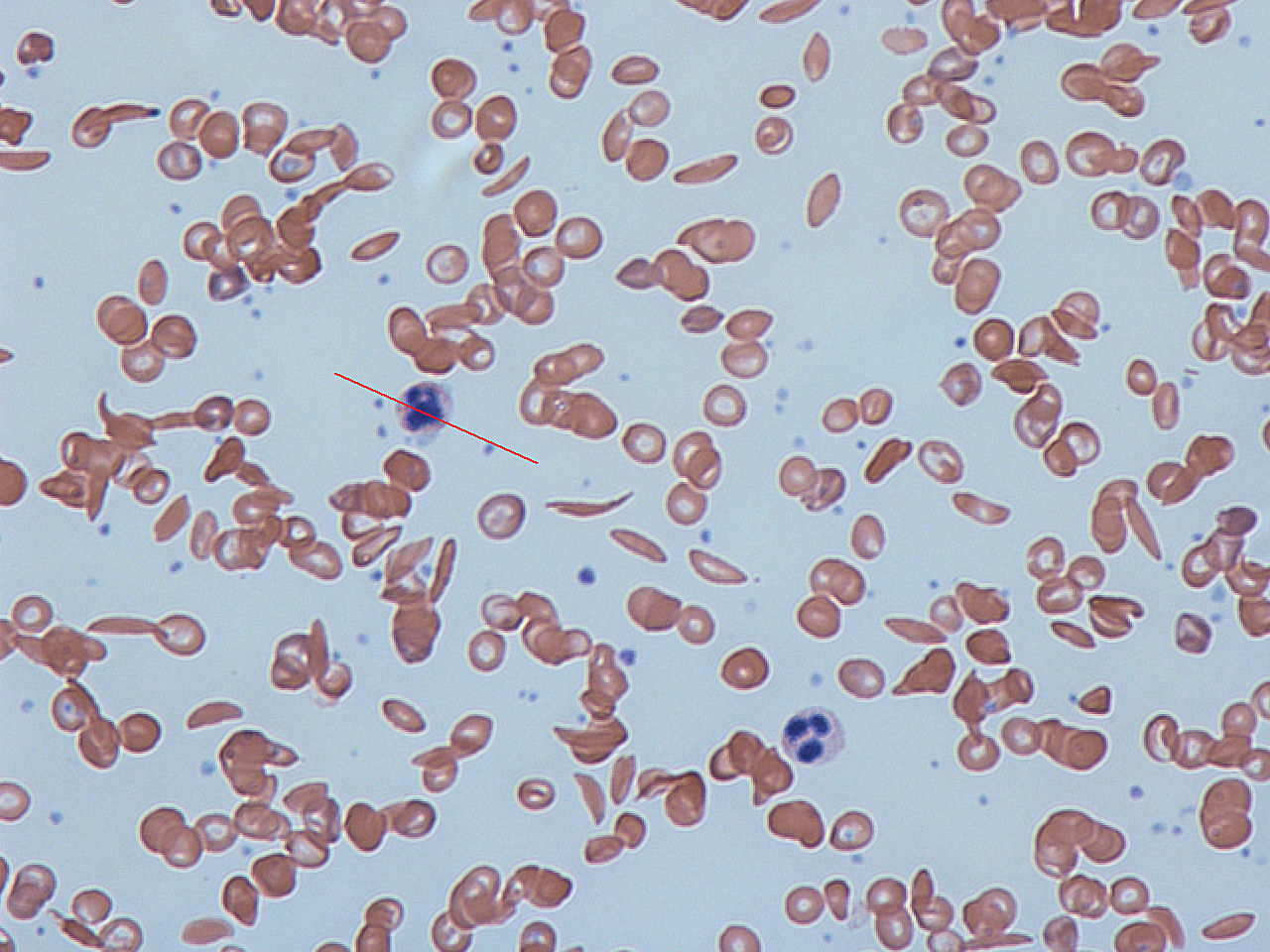
9 ianuarie 2013: Celule falciforme folosite în lupta împotriva tumorilor

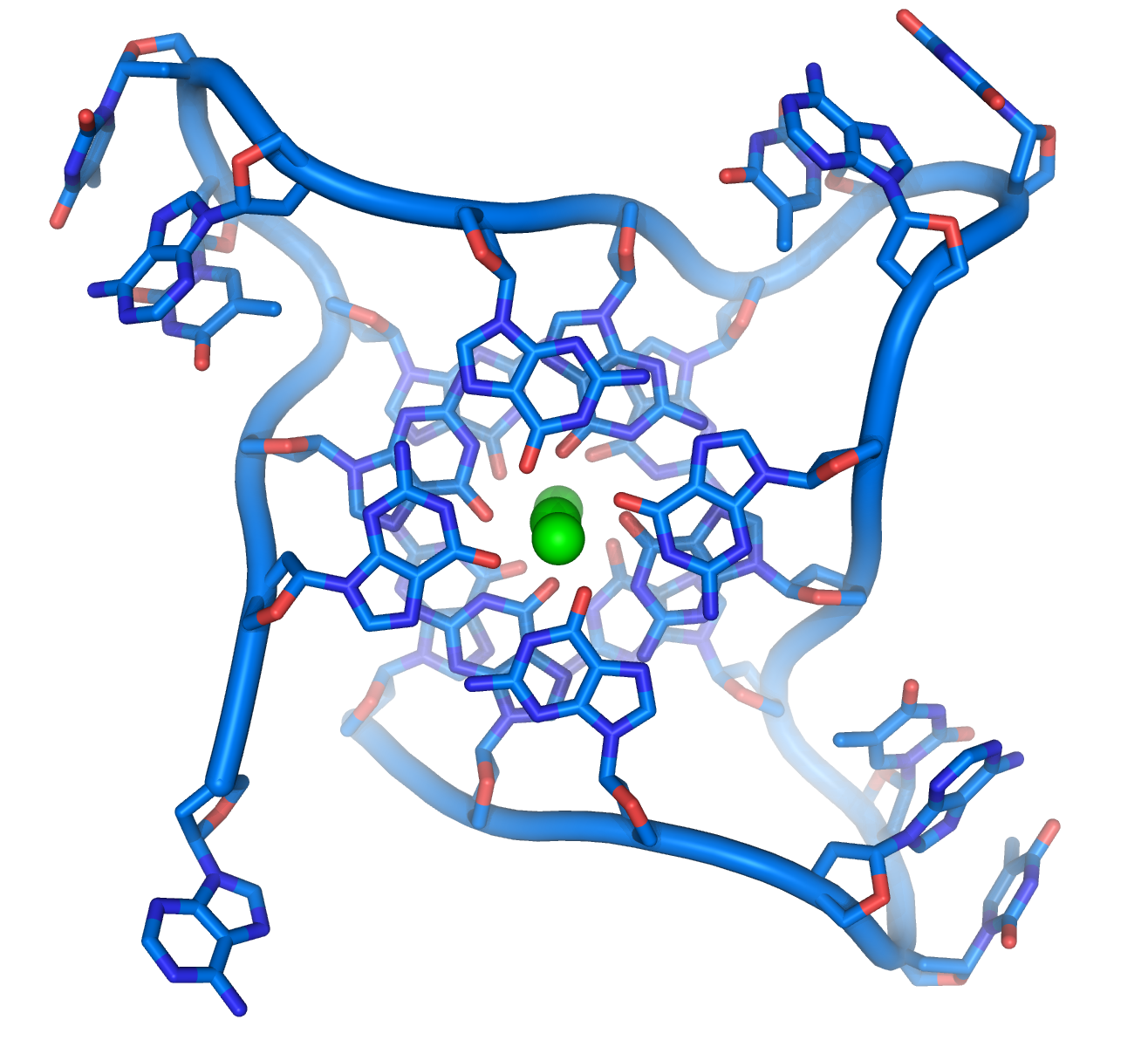
20 ianuarie 2013: Oamenii de știință au demonstrat prezența în celulele umane a helixului ADN cuadruplu

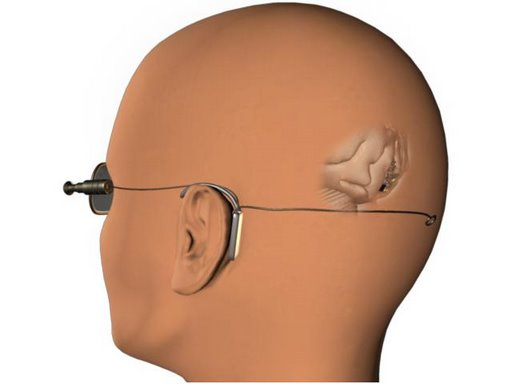
Implant vizual cortical (ochi bionic)

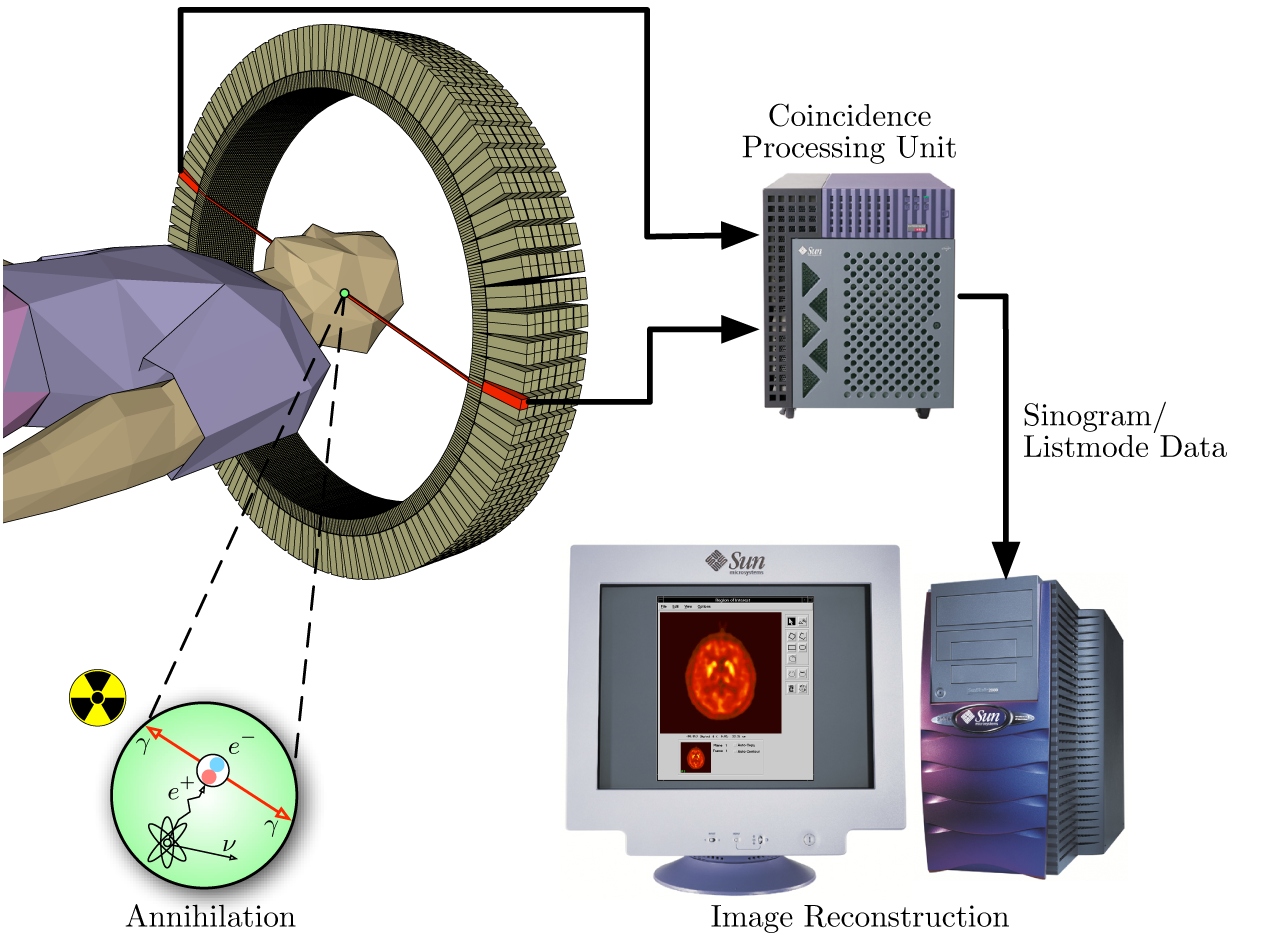
Schema unui proces de achiziții de date la o tomografia cu emisie pozitronică (PET)

Scanarea PET a unui corp folosind substanță de contrast

- 2013 - dr. Deborah Persaud anunță primul caz documentat al unui copil vindecat de HIV.[1]
- 2013 - Cercetătorii britanici au reușit să trateze orbirea la șoareci prin injectarea unor celule fotosensbile. După efectuarea unor teste metoda va putea fi utilizată la tratarea retinitei pigmentare.[2][3]
- 2013 - Cercetătorii au constatat că celulele falciforme pot fi folosite la atacarea tumorilor rezistente la tratament, înfometându-i de sânge [4][5]
- 2013 - Medicii americani au dezvoltat un scaner de dimensiunea unei pilule, care prin înghițirea sa de pacient este util în scanarea esofagului și depistarea bolilor.
- 2013 - S-a reușit tratarea diabetului de tipul 1 la câini folosind terapia genetică.[6]
- 2013 - Oamenii de știință au demonstrat prezența în celulele umane a helixului ADN cuadruplu.
- 2013 - oamenii de știință chinezi și israelieni au dezvoltat un analizor al aerului expirat prin care pot depista cancerul gastric prin analiza chimică a aerului expirat, fără a efectua endoscopie.[7]
- 2013 - Cercetătorii de la Universitatea din Pennsylvania au dezvoltat un „pașaport de proteină” capabilă să ocolească sistemul imunitar al organismului. Descoperirea va putea revoluționa în viitor nanomedicina.[8]
- 2012 - A fost dezvoltat un dispozitiv pentru tratamentul anevrismelor mari sau gigantice, afecțiuni care pot duce la apoplexie sau deces. În timp ce neurochirurgia poate trata doar anevrismele mici, nu poate fi aplicată în cazul celor mari sau complexe. Dispozitivul este introdus în arteră fără craniotomie, cu o rată de succes de 70%.[9]
- 2012 - Noul proiect al descifrării genomului uman. A durat 13 ani și a costat 2,7 miliarde USD descifrarea genomului uman. Acum s-a dezvoltat un dispozitiv în valoare de 50.000 dolari de dimensiunile unei imprimante care poate citi 10 milioane de secvențe ale codului genetic în doar două ore, punând la dispoziția aproape a fiecărui spital o tehnologie care lucrează cu viteza luminii și care oferă cauza de bază ale multor boli grave. Se preconizează că în câțiva ani pentru 1.000 dolari aceste dispozitive în 15 minute vor pune la dispoziția diagnosticienilor întreaga hartă genetică a pacientului.[10]
- 2012 - A fost dezvoltat un dispozitiv pentru detectarea contuziilor cerebrale la sportivi, folosind tehnologia Bluetooth. Dacă în timpul antrenamentelor este detectată o leziune craniană traumatică sportivul este trimis să se recupereze. Aparatul dă sugestii când poate relua antrenamentele și competițiile.[11]
- 2012 - Cancerul pulmonar este în topul mortalității atât la femei cât și la bărbați, datorită faptului că în primele faze ale bolii este asimptomatic. Un studiu pe un eșantion de 53.000 foști și actuali fumători a arătat că în cazul utilizării tomografiei computerizate cu doză redusă s-a obținut o mortalitate cu 20% mai mică.[12]
- 2012 - Hipertensiunea arterială crește riscurile de infarct miocardic și apoplexie. Peste 30% dintre bolnavi nu răspund la terapiile standard. De zeci de ani se cunoaște legătura dintre hipertensiunea esențială și sistemul nervos simpatic. S-a dezvoltat o metodă microchirurgicală care durează 40 de minute prin care prin intermediul unor sonde introduse în vasele sangvine și a undelor radio de mică putere se anihilează nervi în rinichi. Primele studii au arătat că la 39% dintre pacienții operați s-a obținut tensiunea arterială dorită și 50% au arătat îmbunătățiri măsurabile ale tensiunii arteriale.[13][14]
- 2011 - Firma Medtronica anunțat dezvoltarea unui stimulator cardiac de mărimea unei pastile de Tic Tac.(TechReview)
- 2011 - Cercetări asupra șoarecilor au indicat că ficatul și nu creierul este sursa plăcilor de amiloid  care apar în creier la Boala Alzheimer.
- 2010 - Cercetătorii britanici au creat arteră artificială din polimer flexibil.(PressTV) Arhivat în 26 septembrie 2012, la Wayback Machine. (Royal Free Hampstead) Arhivat în 27 mai 2010, la Wayback Machine.
- 2009 - Un studiu recent făcut la Universitatea din California a relevat că consumul de cofeină reduce formarea plăcilor de proteină care apar în creier la Boala Alzheimer.
- 2008 - Prima transplantare facială totală - Laurent Lantieri
- 2007 - Shinya Yamanaka obține celule stem din celule umane.[15], cu potențial de a crea noi terapii pentru o varietate de boli umane.
- 2007 - Primul ochi bionic (proteză)
- 2006 - Shinya Yamanaka obține celule stem din celule ale unor șoareci maturi, introducând doar câteva gene.[16]
- 2006 - RotaTeq - primul vaccin rotavirus aprobat
- 2005 - Un chirurg francez a reușit efectuarea primului transplant de față.
- 2004 - S-a efectuat prima prostatectomie radicală cu un robot da Vinci cu patru brațe.
- 2001 - Telechirurgie - Jacques Marescaux
- 2001 - Kenneth Matsumura dezvoltă primul ficat artificial folosind celule de ficat obținute din animale [17]
- 2000 - Descifrarea genomului uman
- 2000 - PET/CT (tomografia cu emisie pozitronică/tomografia computerizată) este atribuită de revista TIME medicilor David Townsend și Nutt, fiind numită invenția anului 2000.[18]

## 1946–1999

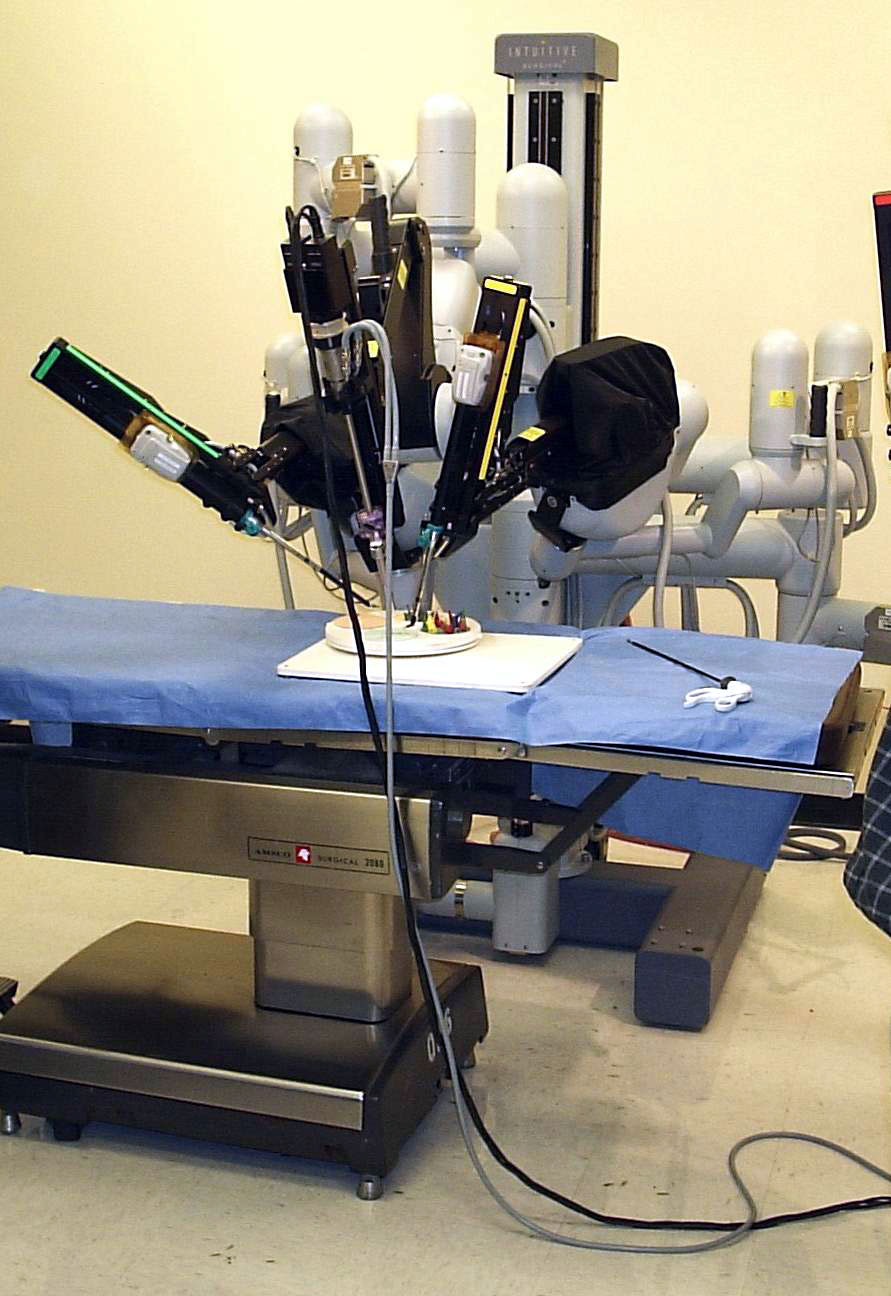
Robot chirurgical sau chirurgie asistată de computer

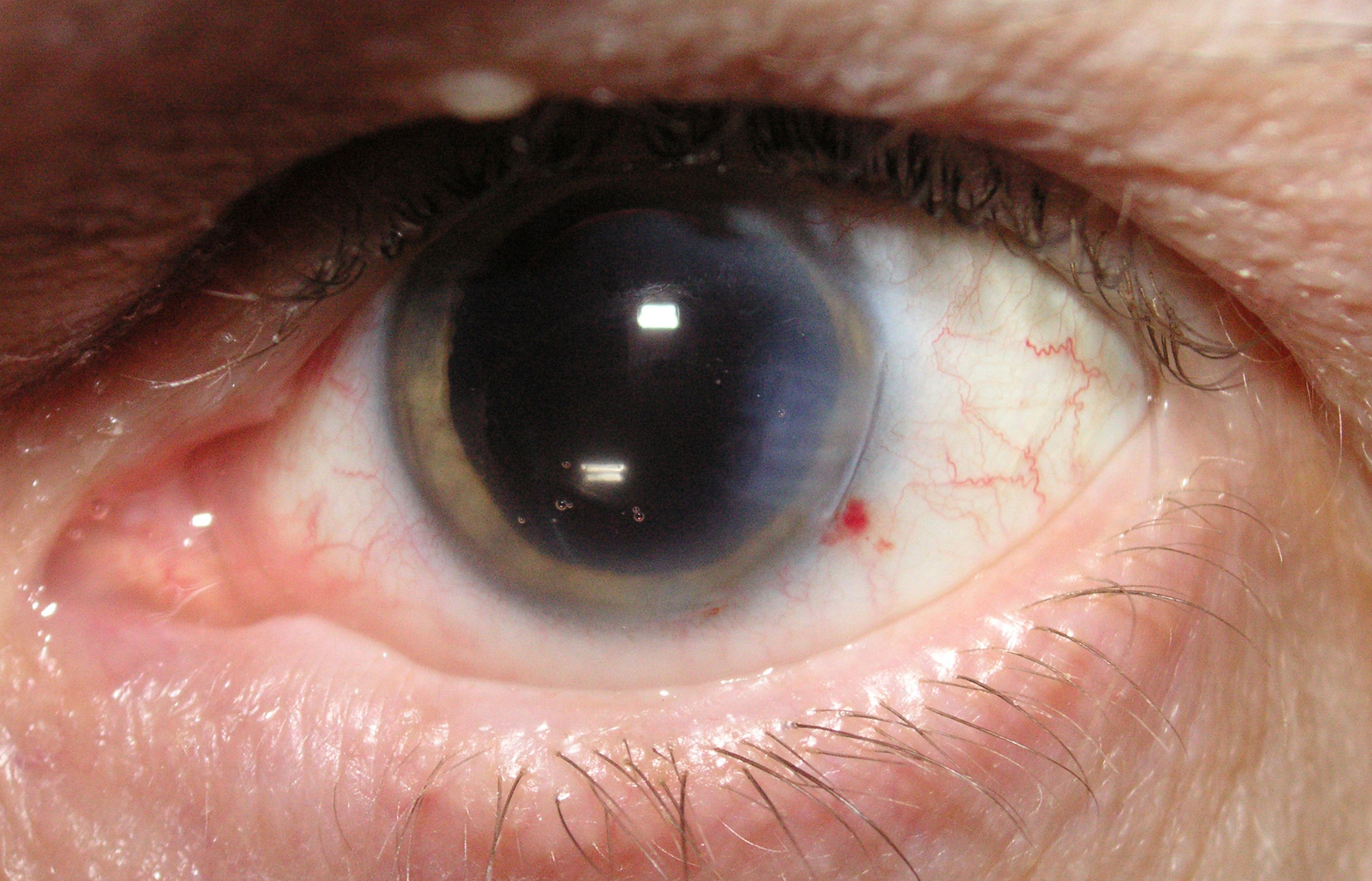
Operație de cataractă prin tehnica laser

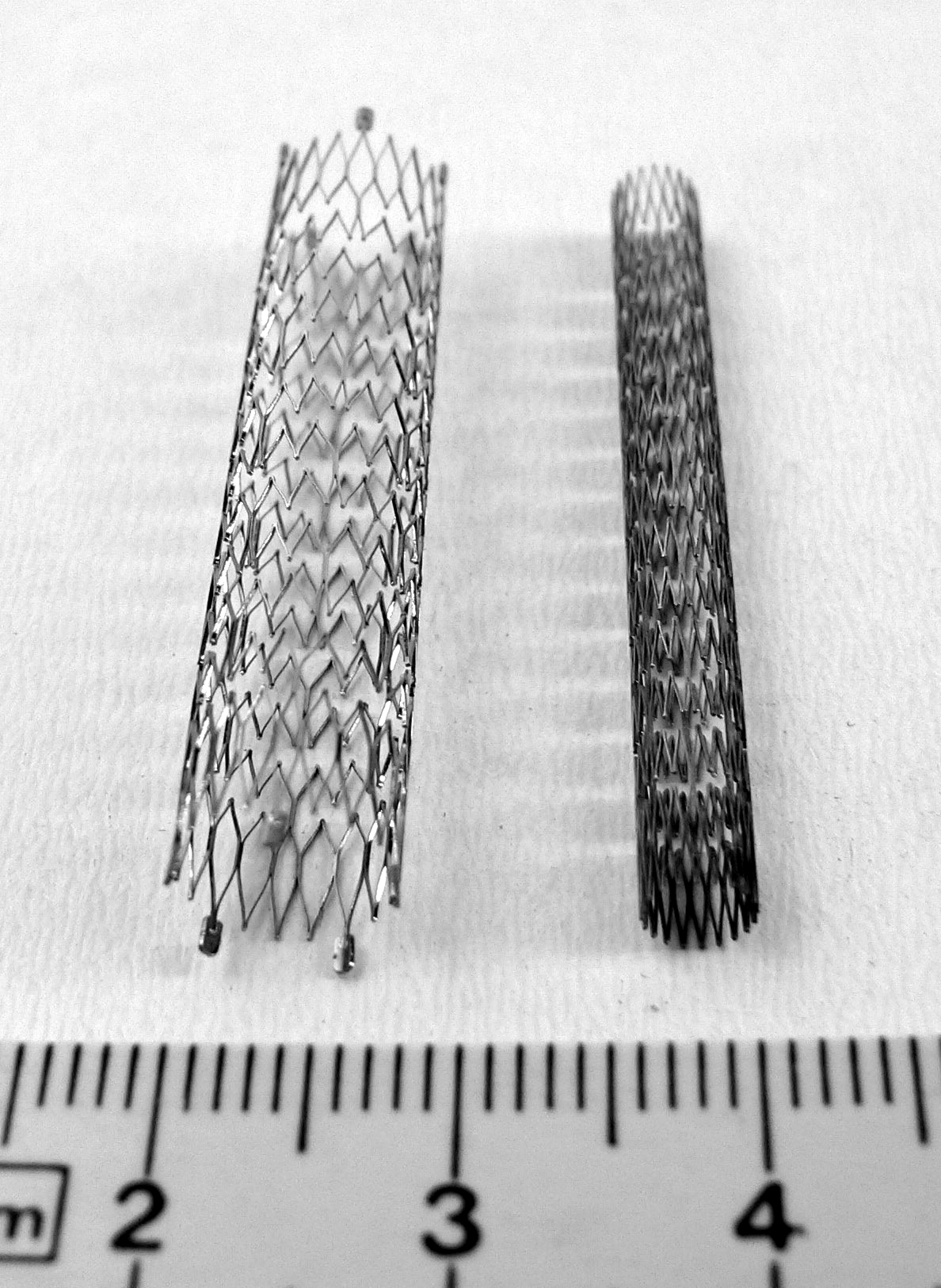
Stenturi pentru vase de sânge periferice. (1988)

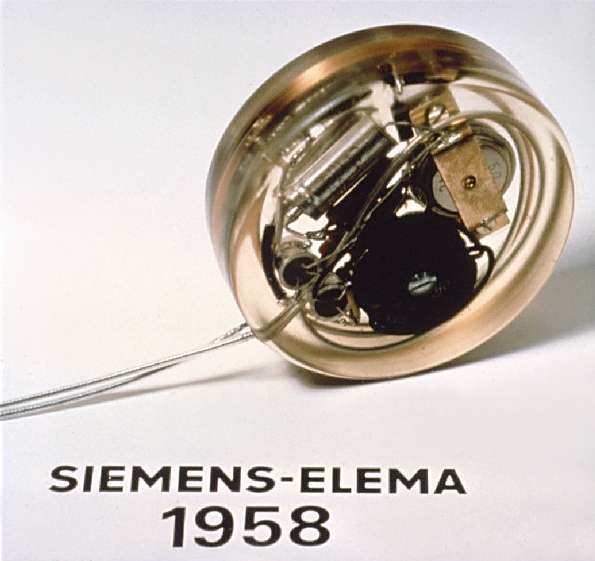
Primul stimulator cardiac (pacemaker) implantabil (1958)

ADN (1953).

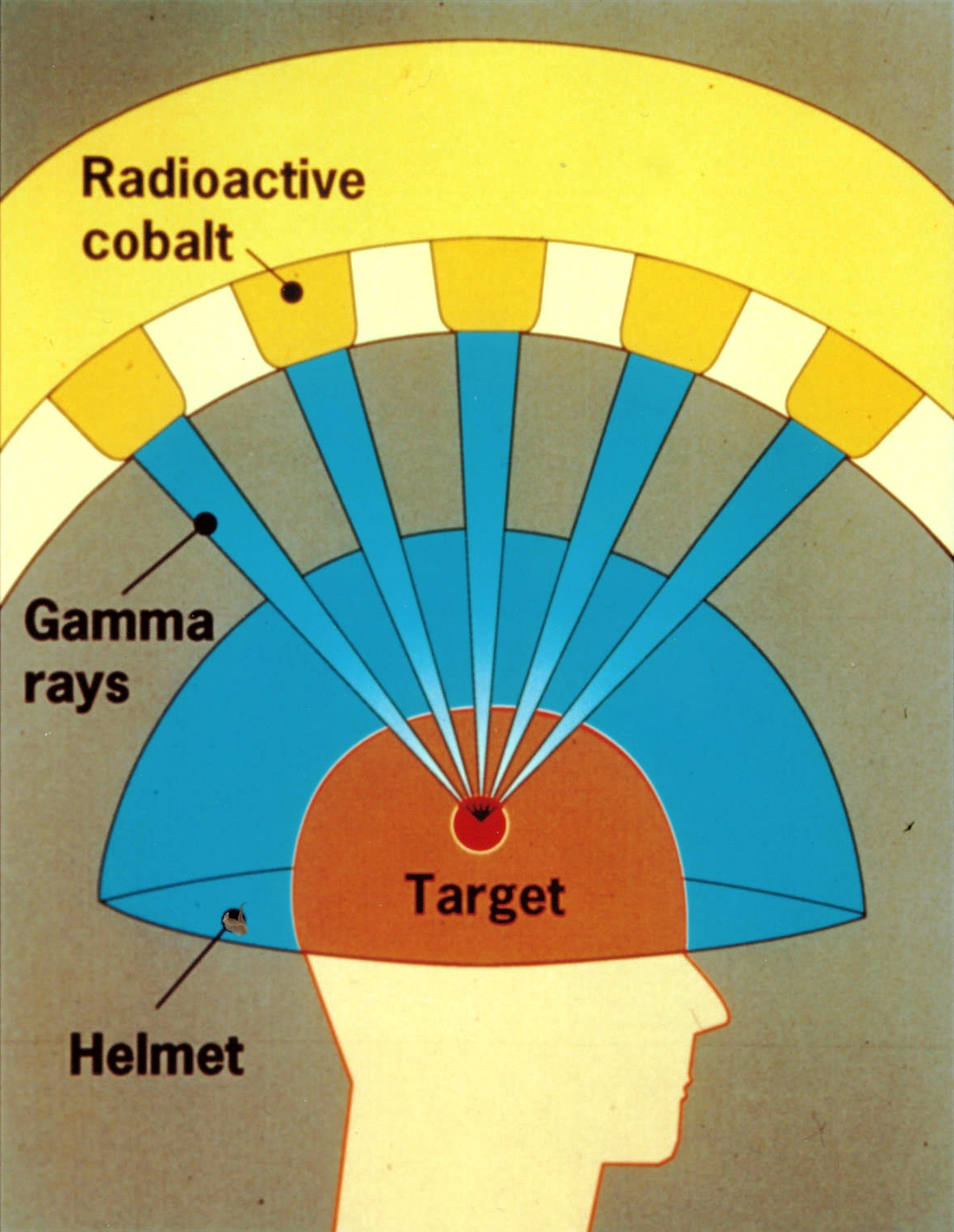
Cuțit gama Leksell (1952)

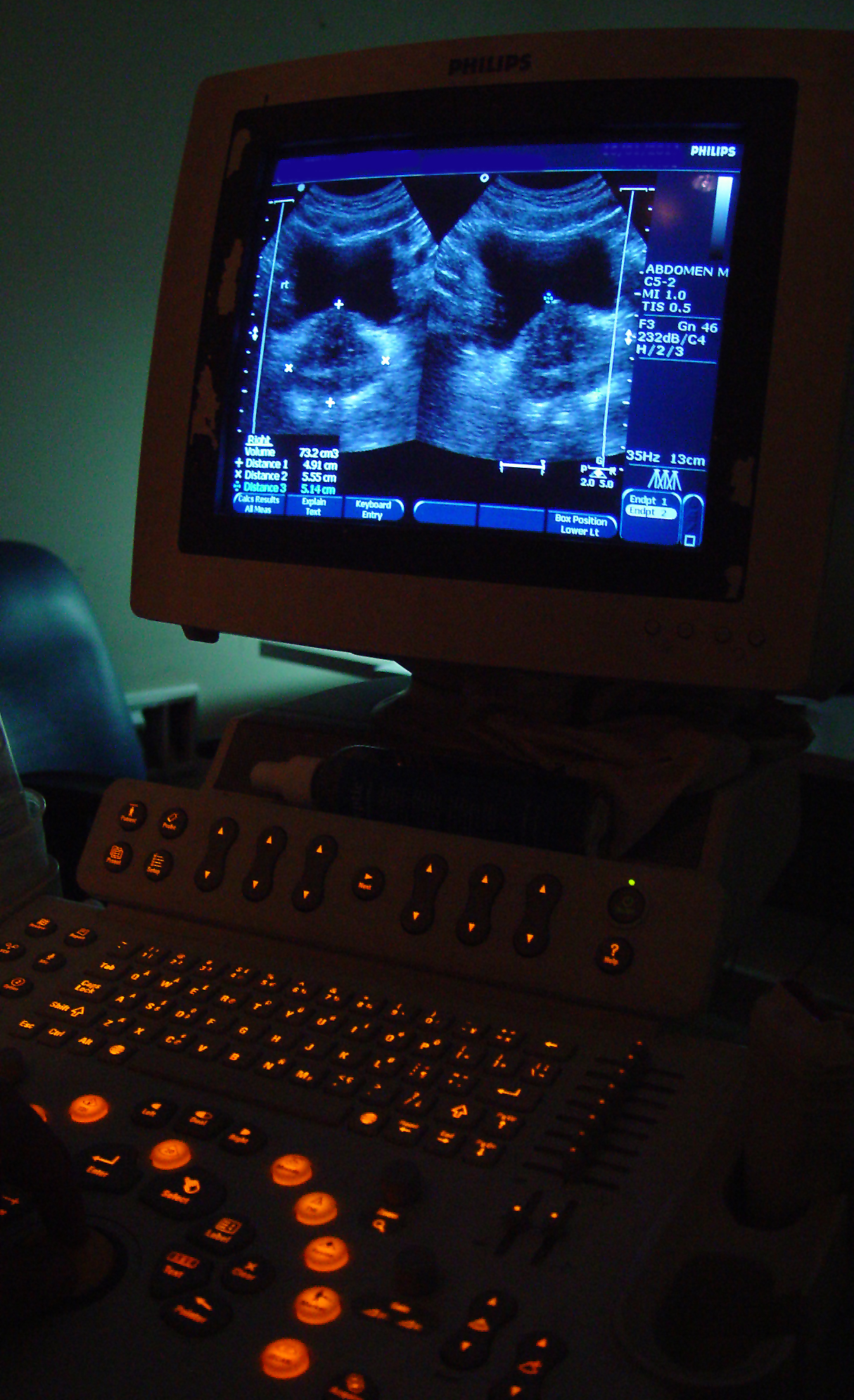
Ecograf

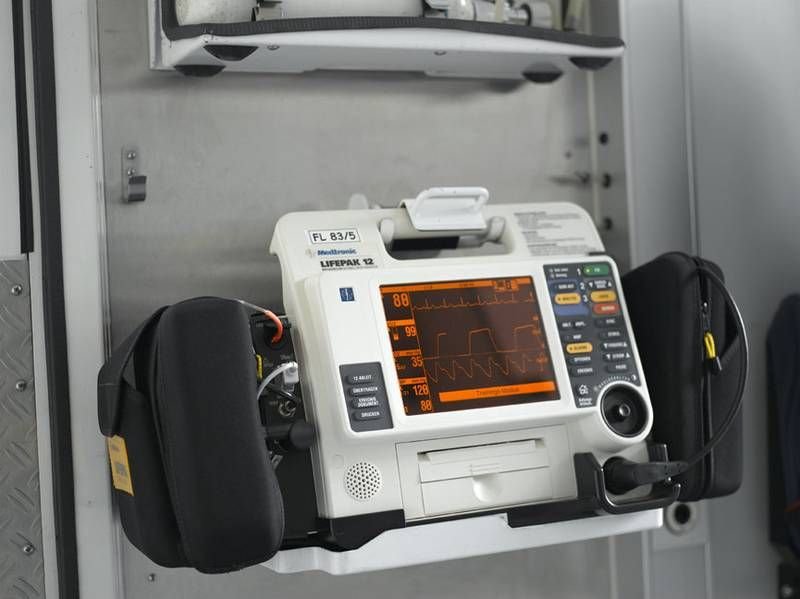
Defibrilator

- 1998 - Terapie cu celule stem - James Thomson
- 1994 - Prima operație criogenică ghidat ecografic 2D
- 1992 - Mușchi artificial (polimer electroactiv)
- 1992 - Primul vaccin împotriva hepatitei A disponibil publicului - [19]
- 1989 - World Wide Web WWW - Tim Berners-Lee
- 1989 - Micromatrice ADN - Stephen Fodor
- 1988 - Operație prin laser a cataractei - Dr Patricia Bath
- 1988 - Stent intravascular (endovascular) - dezvoltat de medicul Julio Palmaz (n.1945), care odată introdus ține vena sau artera deschisă pentru ca sângele să circule mai liber. În 1994 a fost folosit pentru prima dată în operație de arteră coronariană. În prezent în lume se implantează anual în jur de un milion de stenturi.
- 1988 - Primul transplant de ficat-intestine subțiri efectuat cu succes
- 1987 - Inginerie tisulară - Joseph Vacanti & Robert Langer
- 1986 - Este identificată gena a cărei mutații sunt responsabile de boala Duchenne - Luis Kunkel & colaboratori [20]
- 1985 - Vaccin împotriva HPV (papilomavirus uman) 16 si HPV 18 pentru prevenirea cancerului de col uterin - Harald zur Hausen.
- 1985 - Laserul se folosește pentru prima dată pentru curățarea arterelor obturate[21]
- 1984 - Robert Sinsheimer propune proiectul descifrării genomului uman, o hartă care să cuprindă toate cele aproximativ 3 miliarde de baze care formează ADN-ul celor 46 cromozomi umani.[22]
- 1984 - William H. Clewall operează cu succes un făt în uter[23]
- 1983 - Fernand Dafoss este primul medic care utilizează sângele fetusului extras din cordonul ombilical pentru diagnosticarea bolilor fătului[24]
- 1983 - Geneticianul James F. Gusella descoperă un marker genetic care indică prezența bolii Huntington[24]
- 1982 -  Chirurgul francez Christian Cabrol (n.1925) realizează primul transplant cardiac în Europa.
- 1981 - Cercetătorul american Robert Jarvik (n.1946) proiectează inima artificială Jarvik-7 care rezolva problemele întâmpinate la inima Kwan-Gett.[25]. Primul pacient cu inimă artificială Jarvik-7 a supraviețuit 112 zile, iar cel de-al doilea 620 zile.[26]
- 1981 - Cardiologul argentinian-canadian Adolpho de Bold (n. 1942) descoperă hormonul cardiac, un hormon popipeptid produs de celulele musculaturii inimii [23]
- 1981 - Piele artificială - descoperită de cercetătorii americani John F. Burke & Ioannis V. Yannas.[27]

 Burke de asemenea a dezvoltat un sistem de control intraspitalicesc al infecțiilor arătând că administrarea de antibiotice înainte de operație reduce infecțiile post-operative.
- 1980 - Ana Aslan împreună cu Elena Polovrăgeanu inventează produsul geriatric Aslavital.[29]
- 1979 – Medicul scoțian Ian Donald (1910–1987) descoperă ecografia. Ideea i-a venit observând cum se folosește tehnica ultrasunetelor în metalurgie la șantierul naval din Glasgow la depistarea defectelor de structură ale metalelor.
- 1977 – IRM: Pe baza studiilor lui Paul Lauterbur și Peter Mansfield, Damadian, Larry Minkoff și Michael Goldsmith în 3 iulie 1977 fac prima scanare IRM a unui corp uman[30][31].
- 1976 - Apare primul aparat PET comercial
- 1975 - Harold Varmus și Michael Bishop folosesc retrovirus pentru a determina oncogenii din celulele normale, responsabile pentru controlul creșterii celulelor, descoperire importantă în studiul tumorilor.
- 1973 -  Henry Heimlich descrie într-un articol în Emergency Medicine Manevra Heimlich, care printr-o presiune aplicată brusc asupra cutiei toracice permite expulzarea obiectelor ajunse accidental în trahee.
- 1973 - Inginerul britanic Godfrey Hounsfield (1919–2004) și Allan Cormack descoperă tomografia axială computerizată (CAT). Numele lui este imortalizat în denumirea scalei Hounsfield folosită în măsurarea cantitativă a radiodensității în diferite medii. Scala este împărțită în unități Hounsfield (simbol Hu) în aer are valoarea -1000 Hu, prin apă este 0 Hu, iar în osul cortical de mare densitate are valoarea +1000 Hu.
- 1972 - Medicul și cercetătorul american Raymond Vahan Damadian (n.1936) construiește primul aparat RMN (rezonanță magnetică nucleară), brevetat în data de 17 martie 1972.
- 1971 - În revista Science medicul și cercetătorul american Raymond Vahan Damadian (n.1936) publică faptul că prin tehnica RMN țesuturile tumorale se pot distinge de cele normale. În articol sugerează că aceste diferențe vizibile pot fi utilizate în diagnosticul cancerului, care s-a dovedit ulterior că nu este aplicabil pentru stabilirea diagnosticului.[32]
- 1969 - Primul implant cohlear - William House
- 1967 - Chirurgul sud-african Christian Barnard (1922 - 2001) efectuează primul transplant de inimă[33].
- 1967 - Primul vaccin pentru oreion
- 1965 - Howard Temin descrie cum virușii tumorali acționează asupra materialului genetic al celulelor.
- 1965 - Primul ecograf comercial
- 1965 - Vaccin împotriva pojarului - Harry Martin Meyer
- 1965 - Profesorul Frank Pantridge în Belfast instalează primul defibrilator portabil. În zilele noastre acest dispozitiv este unul din echipamentele de bază a oricărei ambulanțe.
- 1964 - Primul vaccin licențiat împotriva rujeolei de microbiologul american Maurice Hilleman (1919–2005). Din cele 14 vaccinuri Hilleman a dezvoltat opt: împotriva rujeolei, oreionului, hepatită A, hepatită B, varicelei, meningitei, pneumoniei și virusului gripal Haemophilus influenzae.
- 1964 - Chirurgul american James Hardy (1918–2003) efectuează primul transplant cardiac de la un cimpanzeu la om Boyd Rush (68 ani) din lipsa momentană a unei inimi umane. Rush a murit la 90 de minute după operație. Hardy a fost aspru criticat din cauza efectuării operației, dar prin operație el a arătat posibilitatea transplantului cardiac uman realizat mai târziu în 1967 de medicul sudafrican Christiaan Barnard.
- 1963 - Medicul american Baruch Blumberg descoperă virusul hepatitei B pentru care dezvoltă teste de diagnosticare și vaccin.[34][35]
- 1963 - Valium (diazepam) - Leo H Sternbach
- 1963 - Primul transplant pulmonar - Chirurgul american James Hardy (1918–2003)[36]
- 1963 - Primul transplant de ficat - medicul american Thomas Starzl (n. 1926), expert în transplantul de organe.
- 1963 - Primul patent pentru descoperirea inimii artificiale - Paul Winchell cu asistența dr. Henry Heimlich,
- 1962 - Primul vaccin antipolio oral (Sabin).
- 1962 - Beta-blocanți - James W. Black
- 1962 - Operație de înlocuire a articulației șoldului - John Charnley
- 1961 - James Robertson și colegii săi construiesc primul Tomograf cu emisie de pozitroni (PET), care scana pe un plan.
- 1960 - Primul contraceptiv oral aprobat de FDA[37]
- 1960 - Inventarea resuscitației cardiopulmonare (CPR)
- 1959 - Fertilizare in vitro - Min Chueh Chang
- 1958 - Pacemaker - Rune Elmqvist
- 1958 - Constantin Arseni împreună cu Mihai Ioan Botez publică tratatul Semiologie neurochirurgicală
- 1957 - Neurofiziologul american William Grey Walter (1910–1977) construiește proprie sa variantă de electroencefalograf cu care reușește să vizualizeze pentru prima oară undele alfa și delta ale creierului.
- 1957 - Clarence Lillehei și Earl Bakken descoperă stimulatorul cardiac
- 1956 - Sânge sintetic - Thomas Chan
- 1955 - George Emil Palade este primul care a descris ribozomii (sau Corpusculii lui Palade) din reticulul endoplasmatic. A primit Premiul Nobel în 1974 pentru cercetările sale în biologia celulară.
- 1955 - Biofizicianul Rosalind Franklin propune modelul virusului mozaic având contribuție esențială și în înțelegerea structurii ADN-ului, acidului ribonucleic, și virușilor
- 1955 - Cercetătorul american Lloyd Conover (n. 1923) descoperă Tetraciclina.
- 1954 - Chirurgul american Joseph E. Murray (n. 1919) efectuează primul transplant renal uman (pe gemeni monozigoți)
- 1953 - Ecografie medicală - Inge Edler
- 1953 - Chirurgul american C. Walton Lillehei dezvoltă o tehnică chirurgicală care îi permite efectuarea operațiilor pe cord deschis.
- 1953 - Structura dublu elicoidală a ADN-ului este descoperită de James D. Watson și Francis Crick
- 1952 - Ana Aslan prepară vitamina H3 (Gerovital), produs geriatric brevetat în peste 30 de țări.[29]
- 1952 - Medicul american Virginia Apgar pune la punct indexul apgar, o metodă utilizată la noii-născuți pentru evaluarea rapidă a stării acestora. Se evaluează aspectul general, pulsul, expresia feței, activitatea și respirația nou-născutului. Prin această metodă simplă de aplicat a redus drastic în toată lumea mortalitatea infantilă.
- 1952 - Medicul american Herman Carr (1924–2008) face primul RMN (rezonanță magnetică nucleară) unidimensional.[38][39]
- 1952 - Clonare - Robert Briggs (1911—1983) & Thomas King (1921–2000). Ei au reușit clonarea unei broaște prin transfer nuclear al celulelor embrionare.
- 1952 - Neurochirurgul suedez Lars Leksell descoperă radiochirurgia.  Radiochirurgia este o procedură medicală neinvazivă utilizată la tratarea tumorilor benigne și maligne și ale altor patologii tumorale cum ar fi nevralgia trigemenului sau unele cazuri de epilepsie. Radiochirurgia folosește un cuțit gama (vezi figura) cu radiație de cobalt de mare intensitate care se concentrează asupra unui volum mic al creierului care prezintă interes în procedura terapeutică.
- 1952 - Geneticianul american Alfred Hershey (1908–1997)  și asistentul lui, Martha Chase prin experimentele Hershey-Chase confirmă că ADN-ul este materialul genetic al celulei.
- 1952 - Jonas Salk (1914-1995) descoperă primul vaccin anti-polio (disponibil din 1955), prin tehnica Enders-Weller-Robbins, reușind să producă mari cantități de poliovirus[40]
- 1952 - Constantin Arseni publică tratatul Epilepsia în tumorile cerebrale.
- 1951 - Se publică Traité de Neurochirurgie de Dimitrie Bagdasar (post-mortem) și Constantin Arseni.
- 1951 - Dimitrie Bagdasar, State Drăgănescu și Constantin Arseni dezvoltă o metodă originală de tratament al craniostenozelor. Dimitrie Bagdasar a studiat traumatismele cranio–cerebrale, compresiunile radiculo–medulare, abcesele intracraniene, a localizat evoluția tuberculomului cerebral.
- 1951 - Medicul Clarence Dennis a efectuat prima cardiotomie deschisă cu preluarea mecanică temporară a funcțiilor cardiace și pulmonare de un aparat.
- 1949 - John F. Enders, Thomas Weller și Frederick Robbins publică experiența lor despre cultura in vitro a unui virus de animal (poliovirus) în cultură celule embrionare umane.
- 1949 - Primul implant de lentile intraoculare - oftalmologul britanic Harold Ridley(1906–2001). În cel de-al Doilea Război Mondial el a observat la piloții englezi, că în cazul rănirii ochilor cu fragmente de polimetacrilați, organismul nu respingea fragmentele ca în cazul fragmentelor de sticlă pătrunse în ochi, dându-i ideea folosirii lentilelor artificiale în cazul cataractelor.
- 1947 - Chirurgul american Claude Beck (1894–1971) este primul medic care folosește defibrilatorul pentru un om. El a fost și primul profesor de chirurgie cardiovasculară în SUA între 1952-1965.
- 1946 - Chimioterapie - descoperită de biochimistul american Alfred G. Gilman (n. 1941)  și Louis S. Goodman.

## 1900–1945

ECG - Willem Einthoven 1903.

ECG-ul, cu fazele corespunzătoare a sectoarelor inimii

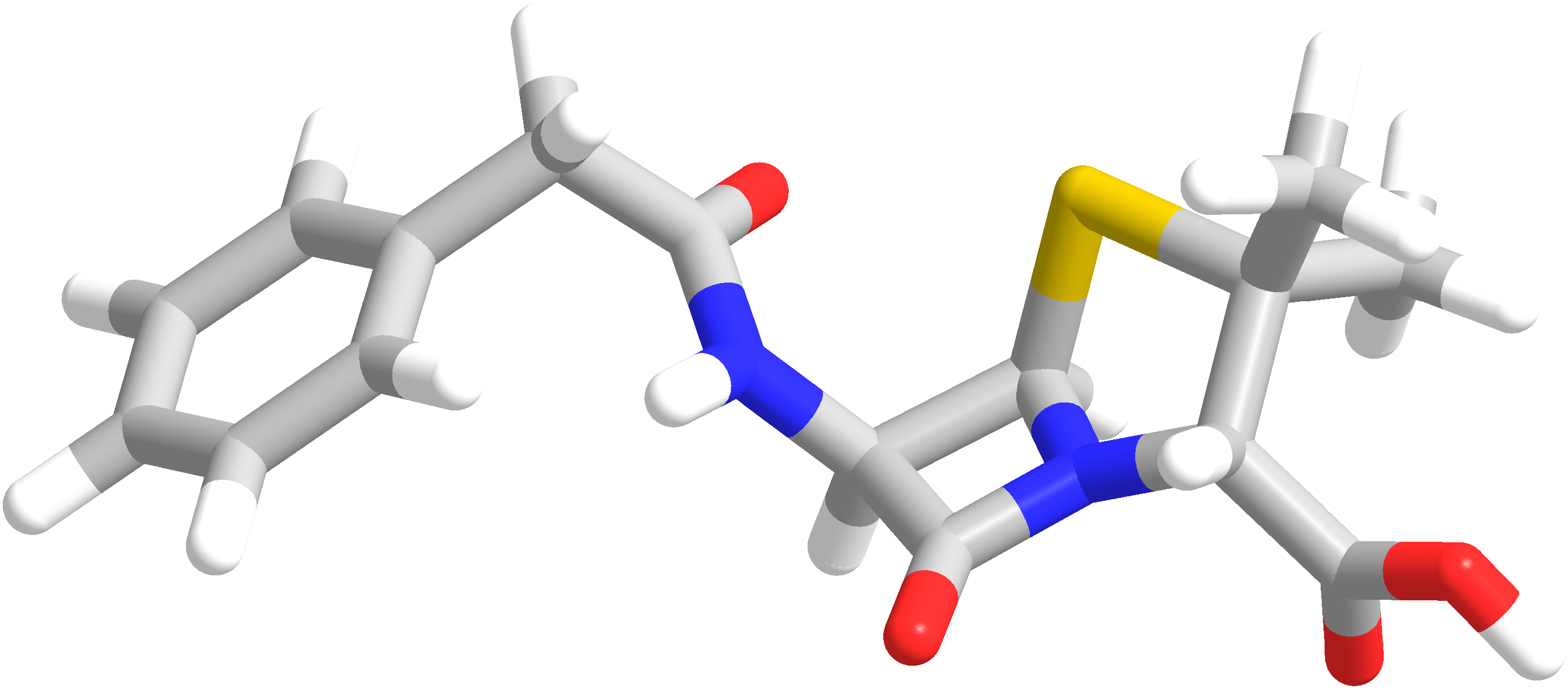
Structura chimică a penicilinei

- 1944 - John Franklin Enders izolează și crește în cultură virusul oreionului, cunoscut până atunci doar ca angina maxillaris sau angina externa.
- 1944 - Cateter de unică folosință - David Sheridan
- 1944 - Pediatrul austriac Hans Asperger (1906-1980) publică un studiu despre psihopatia autistică, denumit ulterior sindromul Asperger, recunoscând că nu este vorba de autism.
- 1943 - Olandezul Willem J. Kolff (1911–2009), pionier al hemodializei construiește primul aparat de dializă.
- 1938 - Italienii Ugo Cerletti și Lucio Bini descoperă  terapia electroconvulsivă.
- 1937 - Max Theiler(1899-1972) din Africa de Sud  descoperă vaccinul împotriva febrei galbene.
- 1937 - Germano-americanul Max Delbrück (1906-1981), unul din fondatorii biologiei moleculare descoperă că bacteriile fac mutații genetice și devin rezistente la viruși (bacteriofagi) care îi pot distruge.
- 1936 - Neurologul portughez Egas Moniz (1874–1955) descoperă lobotomia prefrontală pentru tratarea bolilor mintale. A contribuit și la dezvoltarea angiografiei cerebrale.
- 1933 - Manfred Sakel descoperă tratamentul schizofreniei prin șoc insulinic.
- 1932 - Patologul german Gerhard Domagk dezvoltă cura chimiopterapeutică împotriva streptococilor.
- 1931 - Fizicianul german Ernst Ruska descoperă microscopul electronic
- 1929 - Chirurgul german Ernst von Bergmann (1836-1907) introduce sterilizarea cu aburi a instrumentelor chirurgicale.
- 1928 - Alexander Fleming descoperă penicilina
- 1928 - Edgar Douglas Adrian dovedește prezența electricității în neuroni. Mai târziu, Adrian s-a folosit și de electroencefalogramă pentru a cerceta activitatea creierului uman. A reușit să înregistreze activitatea electrică a neuronilor individuali. Studiile sale au pus bazele pentru cercetări ulterioare în domeniul epilepsiei și a altor patologii cerebrale.
- 1928 - State Drăgănescu publică studiu anatomo-clinic asupra poliomielitei epidemice.
- 1927 - Primul vaccin împotriva tetanosului.
- 1927 - Devin accesibile în limba engleză studiile medicului rus Ivan Pavlov (1948-1936) cunoscut mai ales pentru studiile sale despre condiționarea reflexelor.
- 1927 - Primul vaccin împotriva tuberculozei.
- 1927 - Sunt publicate cele mai importante lucrări ale psihologului austriac Alfred Adler (1870 – 1937): Practica și teoria psihologiei individuale și Înțelegerea naturii umane, considerat fondatorul psihologiei individuale. În colaborare cu Sigmund Freud și un mic grup de colegi ai lui Freud, Adler s-a aflat printre cofondatorii mișcării psihanalitice.
- 1926 - State Drăgănescu  împreună cu Reys publică studiul neuropatologic al primului caz de scleroză concentrică, cunoscută mai târziu sub numele de „maladie Baló”. Este co-autor (în colaborare cu Gh. Marinescu și D. Vasiliu) al studiului asupra unor cazuri de "Maladie familială caracterizată prin cataractă congenitală și oprire a dezvoltării somato-neuro-psihice", boală intrată în analele neurologiei cu numele „Sindrom Marinescu-Sjögren”.
- 1926 - Primul vaccin împotriva tusei convulsive
- 1924 - Neurologul german Hans Berger descoperă electroencefalografia
- 1923 - State Drăgănescu și Gheorghe Marinescu publică studii asupra localizării și propagării virusului herpetic în sistemul nervos.
- 1923 - Primul vaccin împotriva difteriei
- 1922 - Profesorul român Nicolae Paulescu a contribuit la descoperirea hormonului antidiabetic eliberat de pancreas, numit mai târziu insulină
- 1921 - Medicul militar spaniol Fidel Pagés(1886-1923) face prima anestezie epidurală.
- 1921 - Frederick Banting și Charles Best descoperă hormonul insulinei secretat de insulele lui Langerhans, care contribuie la micșorarea concentrației glucozei în sânge, important pentru  tratamentul diabetului.
- 1921 - Edward Mellanby descoperă vitamina D și demonstrează, că insuficiența vitaminei D provoacă rahitism
- 1921 - Mihai Ciucă împreună cu Jules Bordet, descoperă fenomenului de lizogenie.
- 1914 - Chirurgul belgian Albert Hustin efectuează prima transfuzie de sânge ne-directă, folosind anticoagulanți.
- 1910 - Medicul suedez Hans Christian Jacobaeus (1879–1937)  face prima sa operație laparoscopică pe om.
- 1910 - Thomas Hunt Morgan (1866-1945) a demonstrat că genele rezidă în cromozomi.
- 1909 - Primul aparat intrauterin descris de Richard Richter.[37]
- 1909 - Belgianul Jean de Meyer dă numele ´´insulinei´´
- 1909 - Chimistul și medicul german Paul Ehrlich descoperă Salvarsanul (numele comercial al arsfenaminei), folosit pentru tratarea sifilisului, considerat ca primul antibiotic descoperit de om.
- 1908 - Chirurgul englez Victor Horsley și R. Clarke inventează metoda stereotaxică.  Horsley a dezvoltat mai multe tehnici și proceduri chirurgicale ca ligatura arterei carotide la tratarea anevrismelor, abordul transcranial al nervului trigemen pentru tratarea chirurgicală a nevralgiei de trigemen.
- 1907 - Paul Ehrlich dezvoltă cura de chimioterapie pentru boala somnului (tripanosomiază africană).
- 1906 - Pediatrul vienez Clemens von Pirquet împreună cu Bela Schick introduce termenul de alergie. El a observat că pacienții tratați cu ser anti-difteric obținut de la cai prezentau simptome ale unei boli care nu avea nici o legătură cu difteria. Corpul pacientului reacționa diferit - prezenta o reacție alergică.
- 1906 - Biochimistul englez Frederick Hopkins (1861-1947) sugerează că unele boli sunt cauzate de insuficiența unor nutrienți numiți mai târziu vitamine, ale căror insuficiență cauzează scorbut și rahitism.
- 1906 - La o conferință în Tübingen Alois Alzheimer (1864 – 1915) prezintă primul caz de atrofie difuză presenilă a creierului, denumit ulteriorBoala Alzheimer.
- 1903 - Medicul rus Nikolai Korotkov descoperă tensiometrul.
- 1903 - Fiziologul olandez Willem Einthoven (1860-1927) descoperă Electrocardiogramă (ECG/EKG).
- 1901 - Alois Alzheimer identifică primul caz, care va purta mai târziu numele Boala Alzheimer
- 1900 - Biologul austriac Karl Landsteiner și colaboratorii săi descoperă cele patru grupe sanguine și dezvoltă un sistem de clasificare a acestora. Cunoașterea diferitelor grupe sangvine este crucială pentru efectuarea în siguranță a transfuziilor de sânge.

## 1800-1899

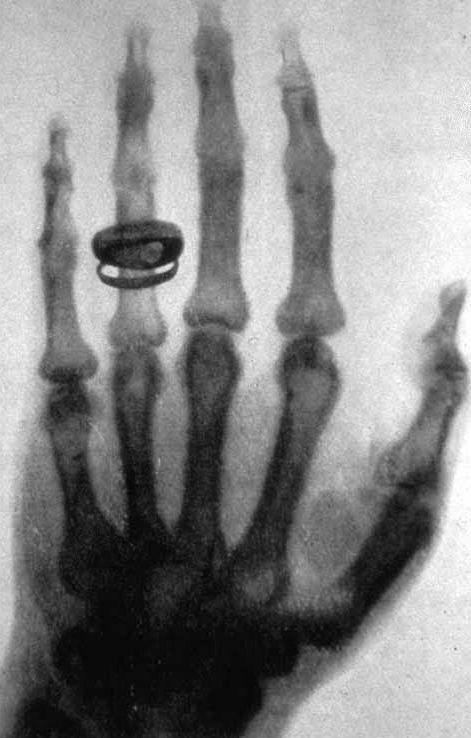
Radiografie (1895)

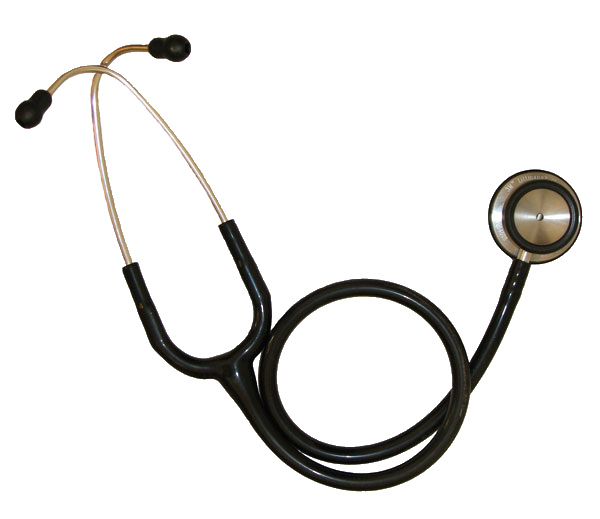
Stetoscop modern

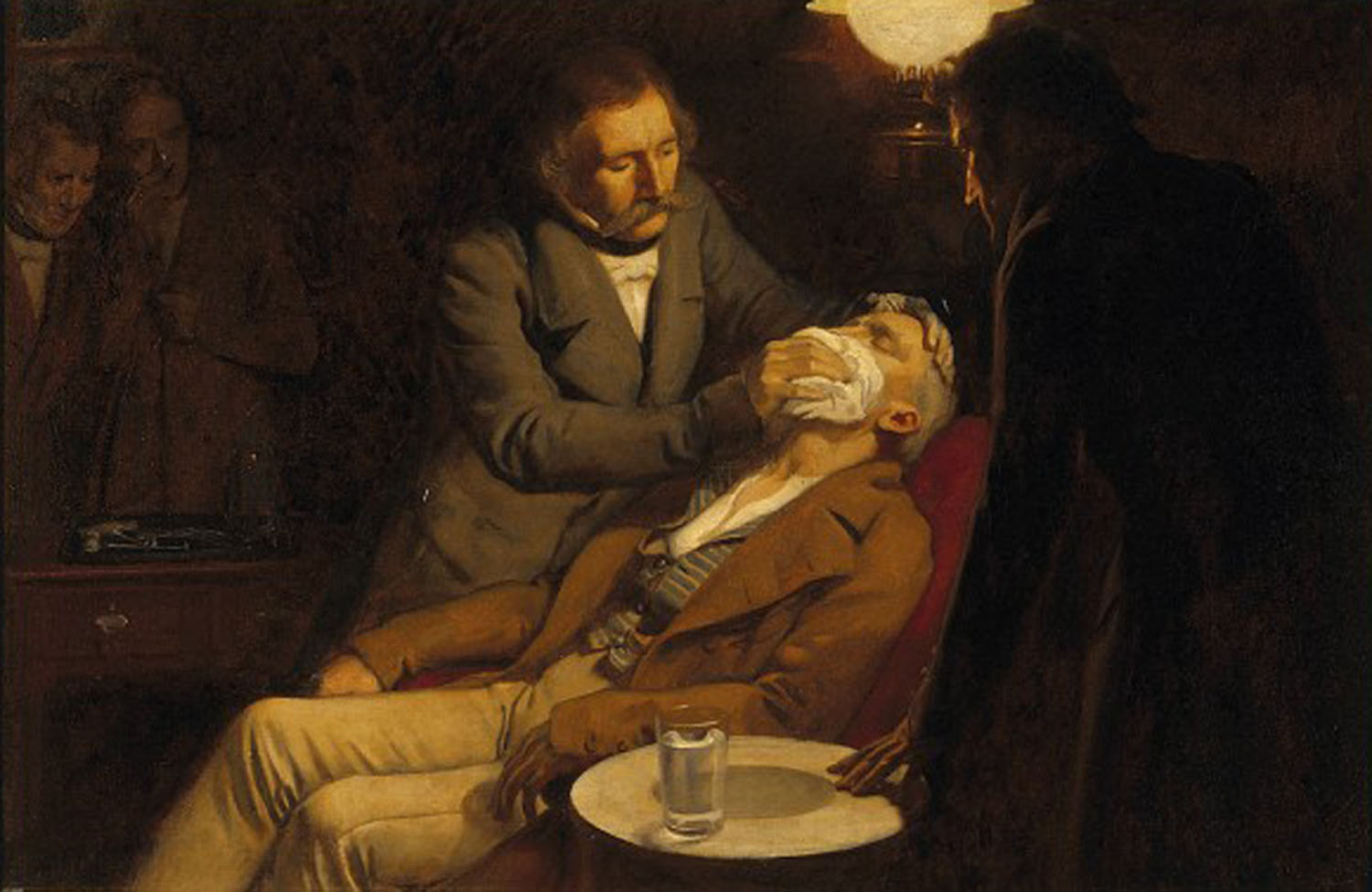
Prima anestezie aplicată de Morton în 1846

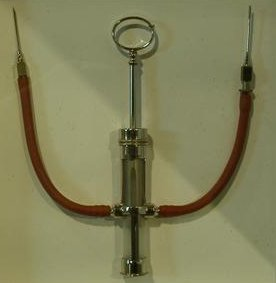
Aparat de transfuzie sangvină directă

- 1898 - Sigmund Freud publică Die Traumdeutung (Interpretarea viselor),  Freud s-a dedicat cu exclusivitate cercetărilor privind explicarea tulburărilor psihice pe baze psihologice, ceea ce a dus la elaborarea conceptului de "psihanaliză" (1896).
- 1899 - Fiziologii elvețieni Jean-Louis Prévost și Frédéric Batelli de la Universitatea din Geneva descoperă principiul defibrilatorului descoperind prin experimente cu câini că șocurile electrice mici provoacă fibrilații ventriculare.
- 1898 - Felix Hoffmann sintetizează pentru prima oară aspirina și obține o formă a heroinei potrivită uzului medical.
- 1898 - August Bier utilizează anestezie spinală[41] și anestezia intravenoasă[42][43][44] contribuind la dezvoltarea chirurgiei.
- 1897 - Medicul francez Charles Émile Achard (1860–1944) și Joseph Castaigne (1871–1951) dezvoltă un test de urină (Testul Achard-Castaigne) folosind albastru de metilen, util în examinarea funcțiilor renale.
- 1897 - În Germania este inventată Aspirina
- 1896 - Chirurgul german Ludwig Rehn (1849-1930) operează pentru prima oară din lume cord.
- 1896 - Charles Émile Achard(1860–1944) împreună cu Raoul Bensaude (1866–1938) identifică o boală pe care o denumește febră paratifoidă. Ei au izolat microbul care produce boala, denumit  salmonella paratyphi B. Achard descoperă de asemenea sindromul Achard.
- 1895 - Wilhelm Conrad Röntgen descoperă razele X folosite mai târziu în radiografie. Descoperirea sa a revoluționat medicina și fizica, în 1901 primind primul Premiu Nobel pentru fizică atribuită vreodată.
- 1892 - Victor Babeș împreună cu Gheorghe Marinescu și Paul Blocq publică opera Atlas de Histologie patologică a Sistemului Nervos. Babeș face studii privind prevenirea și combaterea pelagrei, tuberculoză, lepră, vaccinare anti-rabică și seroterapie anti-difterică[45].
- 1890 - Laguesse sugerează că insulele lui Langerhans produc o substanță care controlează metabolismul carbohidraților[46].
- 1890 - Emil Adolf von Behring (1854–1917)  descoperă antitoxinele și le utilizează pentru a obține vaccinuri împotriva difteriei și tetanosului. Pentru meritele sale primește în anul 1901 premiul Nobel pentru medicină[47].
- 1887 - Oftalmologul german Adolf G.E. Fick - descoperă lentilele de contact
- 1886 - Chirurgul american William Stewart Halsted (1852 – 1922) introduce mastectomia radicală pentru cazuri de cancer. El a introdus și mănușile de cauciuc folosite pentru operații.
- 1884 - Chirurgul român George Assaky își susține teza de doctorat cu lucrarea De suture des nerfs à distance, în care expune o originală tehnică operatorie neurochirurgicală, cunoscută ulterior pe plan mondial sub numele de operația Assaky. Tot el a descris un tubercul osos în articulația scapulo-umerală, denumit ulterior tuberculul Assaky.
- 1884 - Se publică lucrarea Etude médico-légale sur les alcaloides cadavériques a lui Mina Minovici despre alacaloizii cadaverici, considerat fondatorul școlii române de medicină judiciară.
- 1884 - Austriacul Christian Koller folosește cocaină pentru anestezie locală.
- 1882 - Louis Pasteur obține vaccinul antirabic.
- 1882 - Louis Pasteur obține vaccinul împotriva antraxului.
- 1879 - Primul vaccin împotriva holerei.
- 1878 - Chirurgul Ernst von Bergmann publică opera sa Tratamentul plăgilor împușcate de articulației genunchiului în timpul războiului.  Marele său merit constă în introducerea asepsiei la tratamentul rănilor, în neurochirurgie și în chirurgia militară. A dezvoltat de asemenea noi metode de apendicectomie și operații de esofag.
- 1878 - Emil Theodor Kocher realizează prima rezecție de tiroidă
- 1870 - Louis Pasteur și Robert Koch dezvoltă teoria microbiană a bolilor infecțioase. În această perioadă originea unor boli ca antrax, coleră sau rabie era un mister. Pasteur a formulat teoria, conform căreia aceste boli și multe altele sunt provocate de bacterii, pentru care este considerat „părintele bacteorologiei”.
- 1868 - Jules-Émile Pean propune tehnica laparotomiei.
- 1867 - Biochimistul elvețian Johann Friedrich Miescher (1844 – 1895) este primul care izolează și identifică acidul nucleic, o macromoleculă complexă, alcătuită din mii de nucleotide ce conține informația genetică din celula dată.
- 1867 - Joseph Lister publică lucrarea  „Antiseptic Principle of the Practice of Surgery” (Principiile antiseptice în practica chirurgicală), bazată parțial pe lucrările lui Pasteur.
- 1865 - Se publică articolul călugărului Gregor Mendel „Versuche über Pflanzen-Hybriden” („Experiențe asupra hibridizării plantelor”), un studiu despre mazăre, experiențele sale ducând la generalizările ce ulterior au devenit cunoscute ca „Legile eredității ale lui Mendel”. Mendel este cunoscut ca „tatăl geneticii moderne”.
- 1865 - Joseph Lister folosește prima dată fenolul ca antiseptic la dezinfecția rănilor și la curățarea instrumentelor chirurgicale.[48]
- 1858 - Patologul și antropologul german Rudolf Virchow (1821-1902) publică opera sa capitală Patologia celulară pe bazele teoriei fiziologice și patologice a țesuturilor în care arată că bolile rezultă din alterările suferite de celulele organismului. A descoperit cauza rahitismului și cretinismului.

A scris studii despre leucemie, tromboză, embolie, flebită, infecție etc. Este considerat fondatorul patologiei celulare.
- 1854 - Cântărețul de operă spaniol Manuel Vicente García inventează laringoscopul.
- 1847 - Medicul maghiar Ignaz Semmelweis(1818-1865) supranumit salvatorul mamelor[49]  descoperă că prin simple măsuri de igienă, respectiv spălarea mâinilor în clinicile de obstetrică poate fi  redus drastic cazurile mortale de  febră puerperală.
- 1846 - William Thomas Morton - Face prima extracție dentară fără durere, folosind anestezie cu eter.
- 1842 - Crawford Long (1815-1878) face prima operație

chirurgicală cu anestezie folosind eter.
- 1842 - Chirurgul englez William Bowman dezvoltă chirurgia oftalmologică
- 1840 - Medicul german Carl von Basedow descrie simptomele bolii care va fi denumită ulterior Boala Basedow-Graves.
- 1840 - Medicul francez Philippe Ricord dezvoltă diverse tehnici chirurgicale pentru dezvoltarea aparatului genital masculin.
- 1839 - Medicul și patologul german Rudolf Virchow (1821-1902) eliberează teoria celulară, fiind considerat fondator al patologiei celulare.
- 1827 - Pierre Segalas descoperă endoscopul
- 1819 - Medicul britanic John Bostock descrie manifestările clinice ale febrei de fân (rinita alergică).
- 1818 - James Blundell efectuează prima transfuzie de sânge.
- 1818 - Anthony Plantson descoperă proteză dentară.
- 1816 - René Laënnec (1781-1826) inventează stetoscopul, prima dată utilizând mai multe foi de hârtie rulate în formă de cilindru pentru a asculta pieptul unui pacient.
- 1800 - Humphry Davy publică proprietățile anestezice ale protoxidului de azot numit și gaz ilariant.

## 1500-1800

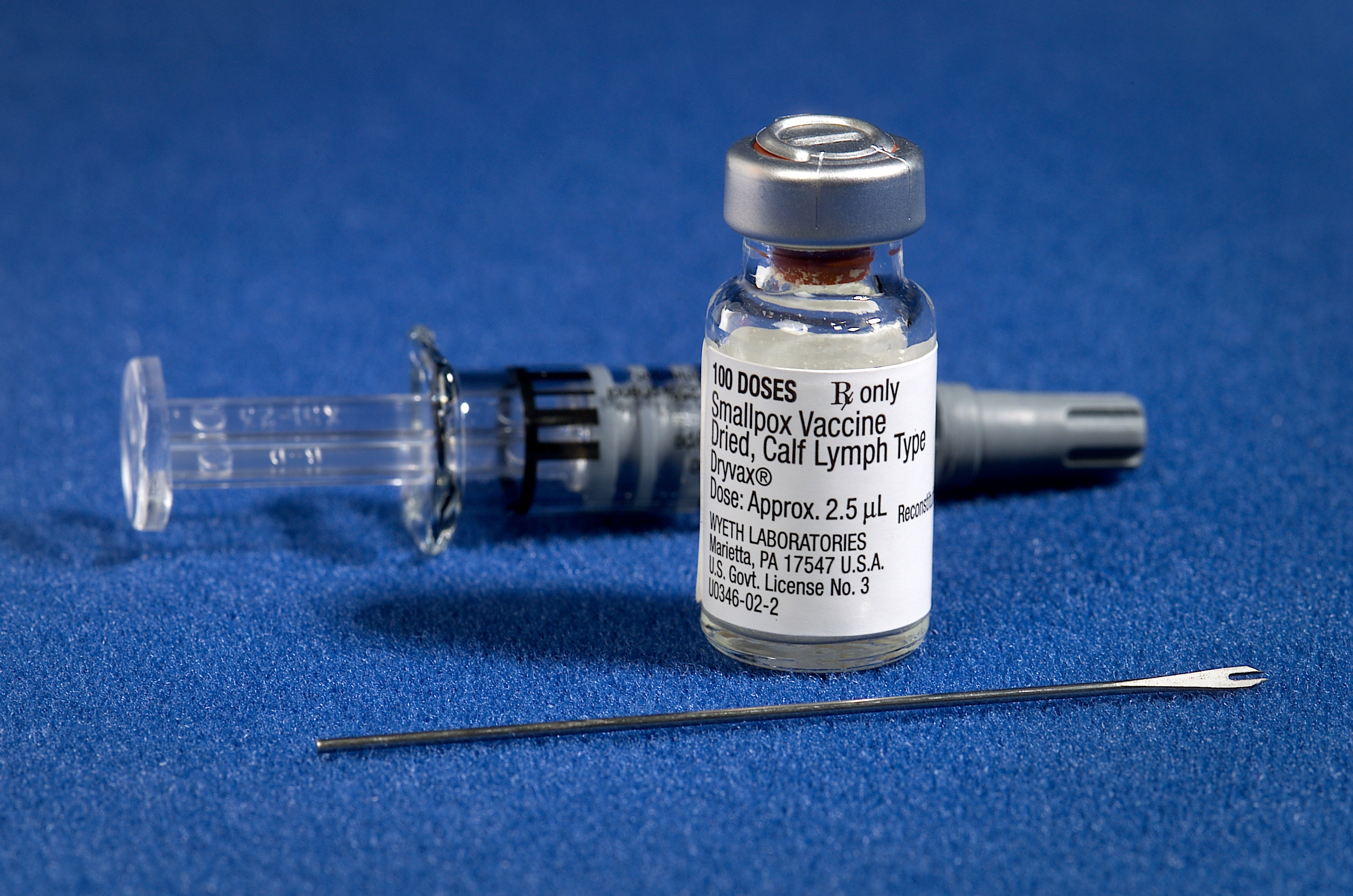
Componentele unui vaccin modern de variolă

Secțiune transversală printr-o venă. Se observă valvele care împiedică curgerea înapoi a sângelui.

- 1796 - Edward Jenner, un medic de la țară dezvoltă metoda vaccinării împotriva variolei (vărsatului). El a descoperit că inocularea cu variola taurinelor asigură protecție împotriva variolei, boală care a ucis milioane de oameni de-a lungul secolelor.[50]
- 1790 - Samuel Hahnemann pledează împotriva flebotomiei ca practică medicală și inventează homeopatia ca alternativă la medicina clasică.
- 1774 - Joseph Priestley descoperă amoniacul, gazul ilariant, monoxidul de azot și oxigenul.
- 1753 - Medicul francez Jean Astruc este autorul primei lucrări despre sifilis și boli venerice în general.
- 1747 - James Lind descoperă că  citricele previn scorbutul.
- 1747 - La Leiden se publică opera monumentală Tabulae sceleti et musculorum corporis humani a chirurgului Bernhard Siegfried Albinus (1697-1770).
- 1736 - Medicul și fiziologul Santorio Santorio (1561 - 1636) își publică opera De statica medicina în care face primele studii despre metabolismul uman bazate pe observațiile sale empirice asupra propriei persoane pe o perioadă de peste 30 de ani în care se cântărea regulat și de asemenea cântărea tot ce a mâncat și a băut, notându-și observațiile.
- 1736 - Claudius Aymand efectuează prima operație de apendectomie
- 1736 - Daniel Gabriel Fahrenheit îmbunătățește  termometrul cu mercur.
- 1688 - Medicul german Bernhard Friedrich Albinus (1653-1721) pune la punct o nouă metodă de operare a cataractei.
- 1670 - Antoni van Leeuwenhoek descrie pentru prima oară celulele sangvine și ale bacteriilor.
- 1672 - Thomas Willis descrie nevrita diabetică și probabil miastenia sub denumirea de  paralysia spuria non habitualis.
- 1667 - Medicul Jean-Baptiste Denys, face prima transfuzie de sânge documentată complet. El a făcut transuzie de sânge de la o oaie la un băiat de 15 ani, care a supraviețuit.[51]. În 1670 transfuziile de sânge de animal au fost interzise.
- 1666 - Medicul englez Thomas Sydenham (1624-1689) își publică prima sa carte, Methodus curandi febres. Este supranumit Părintele medicinei engleze, fiind celebru pentru observațiile sale epidemiologice, descrierile amănunțite ale malariei, scarlatinei, pojarului, artritei, pesta bubonică, hidropiziei etc.
- 1666 - Medicul și naturalistul german John Elsholz (1623-1688) realizează prima injecție intravenoasă.
- 1664 - Thomas Willis în tratatul său „Cerebri anatome” descrie creierul și nervii săi.  Lui i se datorează descoperirea „poligonului lui Willis” (circulus arteriosus), o parte a sistemului vascular al creierului.
- 1652 - Anatomistul danez Thomas Bartholin (1616 - 1680) descoperă sistemul limfatic și pune bazele științifice ale anesteziei prin refrigerare.
- 1628 - William Harvey elaborează teoria circulației sanguine, indicând că inima este organul care pompează sângele în sistemul circulator. Opera sa Anatomical Essay on the Motion of the Heart and Blood in Animals a fundamentat fiziologia modernă.
- 1603 - Girolamo Fabrici descoperă valvele din venele piciorului care permit ca sângele să circule doar într-o singură direcție.
- 1590 - Zacharias Janssen construiește primul microscop.
- 1588 - Medicul spaniol Francisco Díaz de Alcalá (1527 - 1590) este autorul primului tratat de urologie
- 1543 - Anatomistul flamand Andreas Vesalius (1514-1564) publică De humanis córpori fábrica, operă cu care corectează erori medicale seculare și revoluționează medicina europeană. Vesalius credea că înțelegerea anatomiei umane este crucială pentru efectuarea operațiilor, pentru care, un lucru neobișnuit pentru vremea sa, diseca cadavre. Desenele sale cu sistemul circulator și sistemul nervos erau de mare ajutor studenților săi. Vesalius este considerat ca fondator al anatomiei umane moderne.
- 1540 - Chirurgul francez Ambroise Paré (1510-1590) este inventatorul mai multor instrumente chirurgicale în cazul amputațiilor folosește ligatura arterelor în loc de cauterizare.

## 217 - 1500

Ochi suferind de hipermetropie și efectul lentilei convexe. Roger Bacon (1249)

- 1451 - În Italia Nicolaus Cusanus (1401-1464) inventează lentilele concave pentru miopie
- c. 1275 - c. 1328 Joannes Zacharias Actuarius publică opera sa despre medicina bizantină
- 1249 - Roger Bacon scrie despre lentilele convexe care pot ameliora hipermetropia
- 1242 - Ibn an-Nafis sugerează că ventriculele dreapta și stânga ale inimii sunt separate și descoperă circulația pulmonară și circulația coronariană.
- c. 1025 - Persanul Avicenna descoperă termometrul, distilarea, uleiurile esențiale.
- c. 1000 - Savantul arab Alhazen (965 - 1039) studiază percepția vizuală.
- c. 1000 - Al-Zahrawi Abu Al-Qasim (Aboulcassis), (936-1013) este considerat unul din fondatorii chirurgiei. În opera sa descrie mai multe proceduri chirurgicale, printre care trepanația, amputația, tratarea fistulelor, herniilor, anevrismului etc.
- c. 1000 - Persanul Avicenna (980-1037) scrie 40 de tratate despre medicină.[52]. Cartea sa faimoasă este Cartea tămăduirii, o vastă enciclopedie filozofică și științifică și Canoanele medicinei care a fost o carte de referință la multe universități medievale.[53]

## Antichitate

Alcmeon din Crotone identifică Trompa lui Eustachio

- 130 - Galenus(131-201), ultimul mare medic al antichității își scrie opera bazată pe observații și experiențe. Este primul care folosește pulsul ca un indiciu în stabilirea diagnosticului. El adună toate cunoștințele medicale ale vremii sale, le sistematizează, realizând o lucrare unitară care a rămas fundamentul medicinei până la sfârșitul Evului Mediu.[54]
- 120 - Charaka aduce contribuții la Ayurveda și scrie Charaka Samhita.  Charaka a fost primul medic ce a prezentat conceptele de digestie, metabolism și imunitate. Charaka a studiat amănunțit și anatomia umană.
- 40 - Farmacologul grec Dioscoride Pedanios  din  Anazarbus (azi Turcia) scrie un tratat despre proprietățile curative ale aproximativ 600 de plante și 1000 substanțe.[55]
- c. 400–421 î. Hr.- Medicul grec Hippocrate(c. 460–370 î. Hr.) din Chios prin operele sale contribuie la eliberarea medicinei de superstiții și misticism. A eliberat teoria umorilor, a făcut trepanări, a vindecat luxații și fracturi. Lui i se atribuie Jurământul lui Hippocrate
- 250 î.Hr. - Medicul grec Erasistrate (c.310 - 250 î. Hr.)[56] face studii asupra creierului distingând encefalul de cerebel.
- 250 î.Hr. - Medicul grec Erasistrate din Keos împreună cu Herophilos fondează școala medicală din Alexandria. Face deosebirea între nervii motori și cei senzitivi, între creierul mare și creierul mic și observă că toți nervii converg către creier. De asemenea, se apropie foarte mult de descoperirea modelului real al sistemului circulator, în special prin observarea legăturii dintre acest sistem și plămâni.[57]
- 250 î.Hr. - Herophilos din Calcedonia (azi în Turcia) face studii asupra sistemului nervos făcând distincție între nervii senzitivi și nervii motori ai creierului de asemenea despre anatomia ochiului(studiază nervii optici și descrie retina), deosebește nervii de vasele de sânge. Herophilos a fost printre primii medici care subliniază rolul alimentației raționale și exercițiilor fizice în menținerea sănătății..
- c. 490 î.Hr. - Primul om de știință despre care se știe că a disecat cadavre umane, medicul grec Alcmeon din Crotone (Italia) a sesizat existența nervului optic, a descoperit trompele lui Eustațiu (tuba auditivă) și a identificat creierul ca fiind centru al intelectului. De asemenea el a delimitat gândirea de senzație și a intuit legătura dintre senzație și organul de simț.
- c. 500 î.Hr. În opera sa Susruta Samhita, medicul indian Susruta,[58] considerat părintele chirurgiei, descrie peste 120 de instrumente chirurgicale, 300 de proceduri chirurgicale, iar chirurgia umană este clasificată în 8 categorii. Opera aduce contribuții majore în domeniul:
  - rinoplastiei folosind tehnica grefării
  - demonstrații chirurgicale privind incizia, extragerea de corpuri străine, scarificarea, cauterizarea etc.
  - operații ca: litotomie, cezariană, cauterizare
  - un cod etic pentru profesori și pentru studenți
  - primele operații de cataractă în India[59].
- 2950 î.Hr. - Imhotep, figură importantă a medicinei egiptene este autorul unor lucrări despre observații anatomice, despre alimente și tratamente.[60]

## Galerie

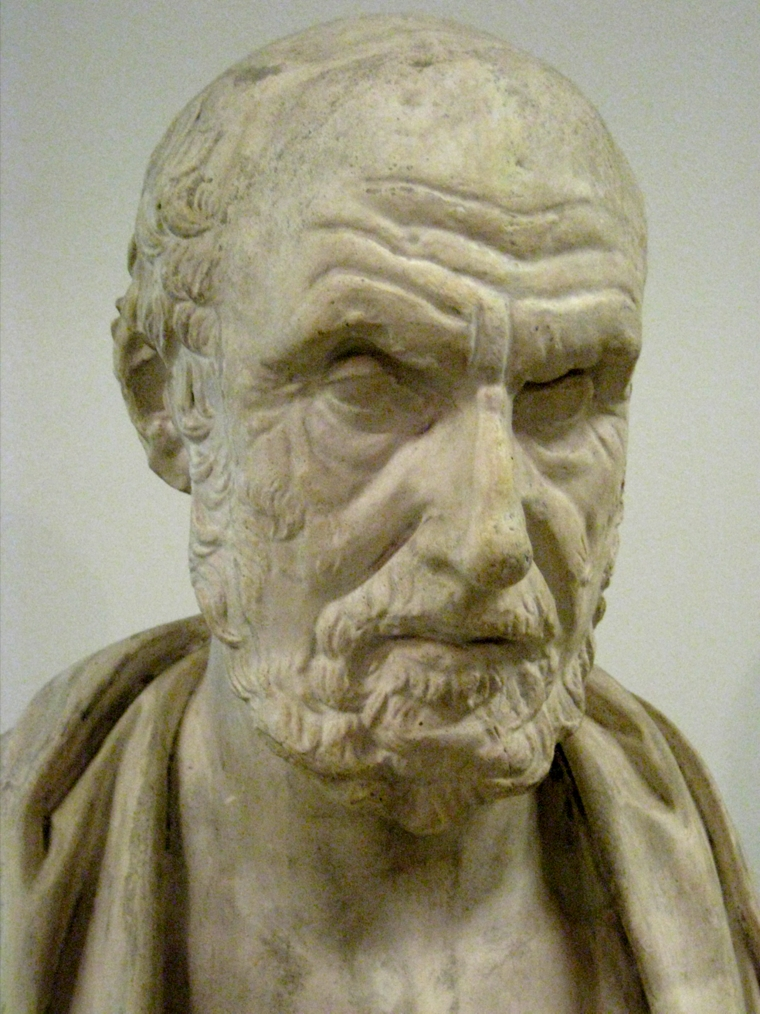
Hippocrate (460 î.Hr-370 î. Hr.)
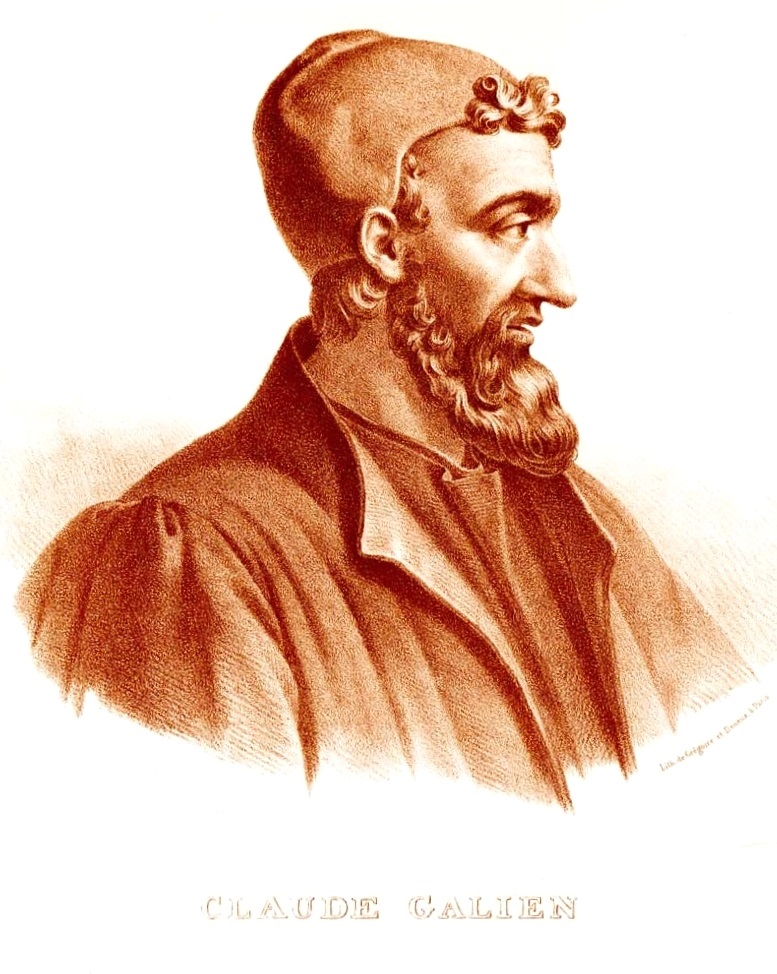
Galen (129-216)
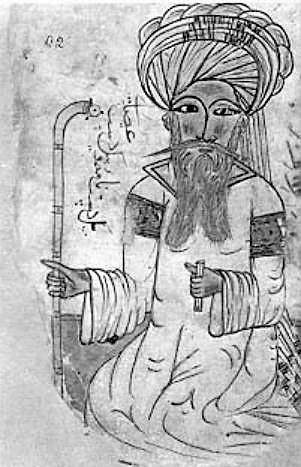
Avicenna (980-1037)
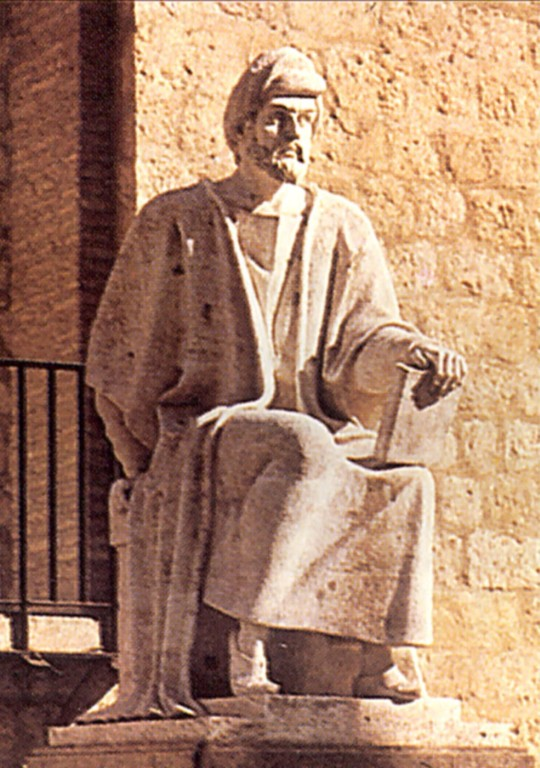
Averroes (1126-1198)
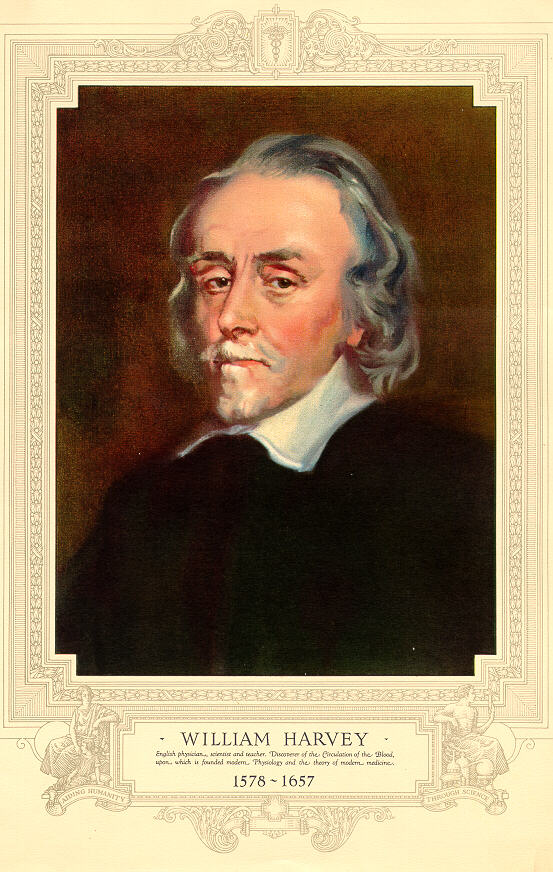
William Harvey (1578-1657)
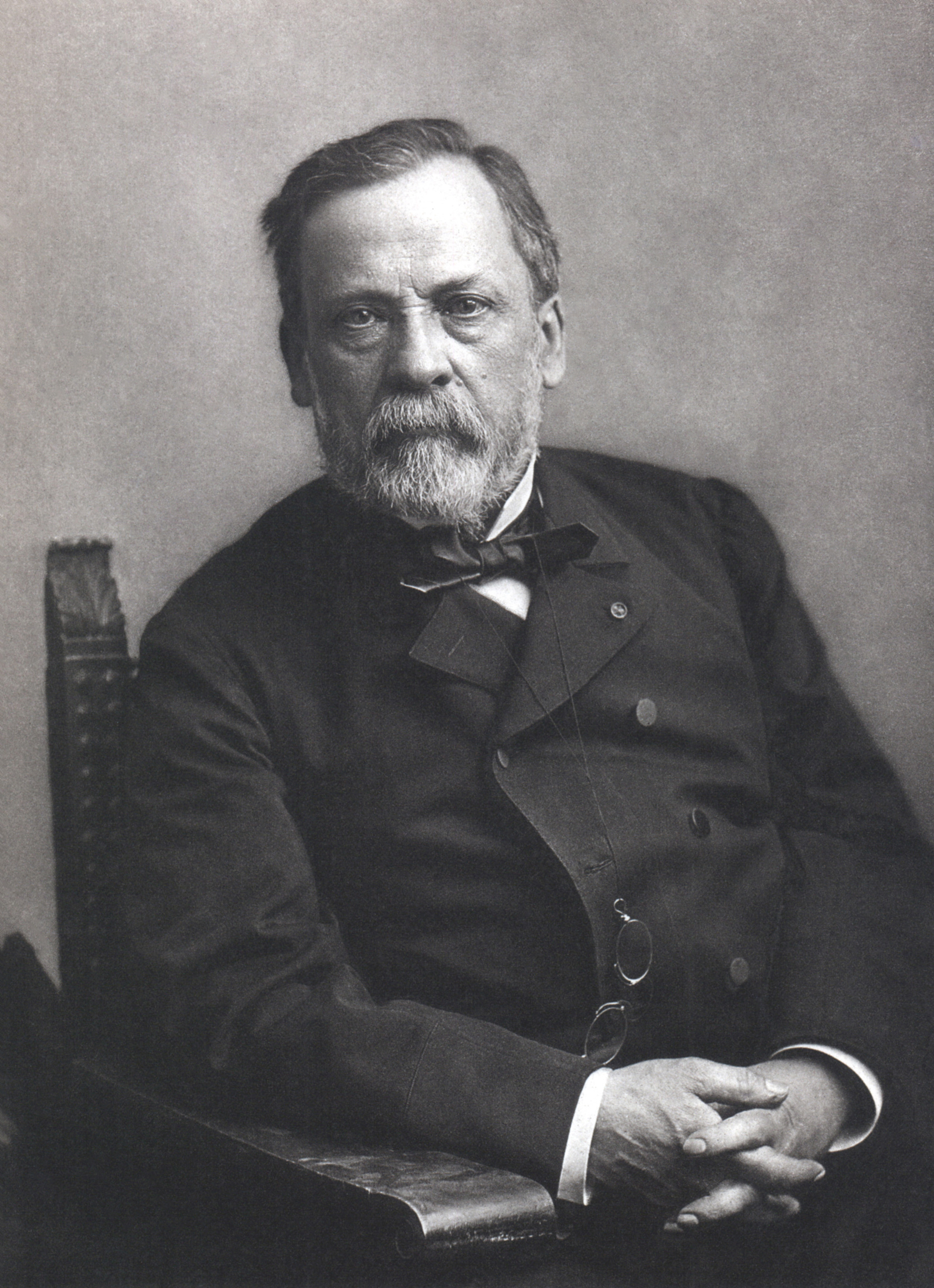
Louis Pasteur (1822-1895)
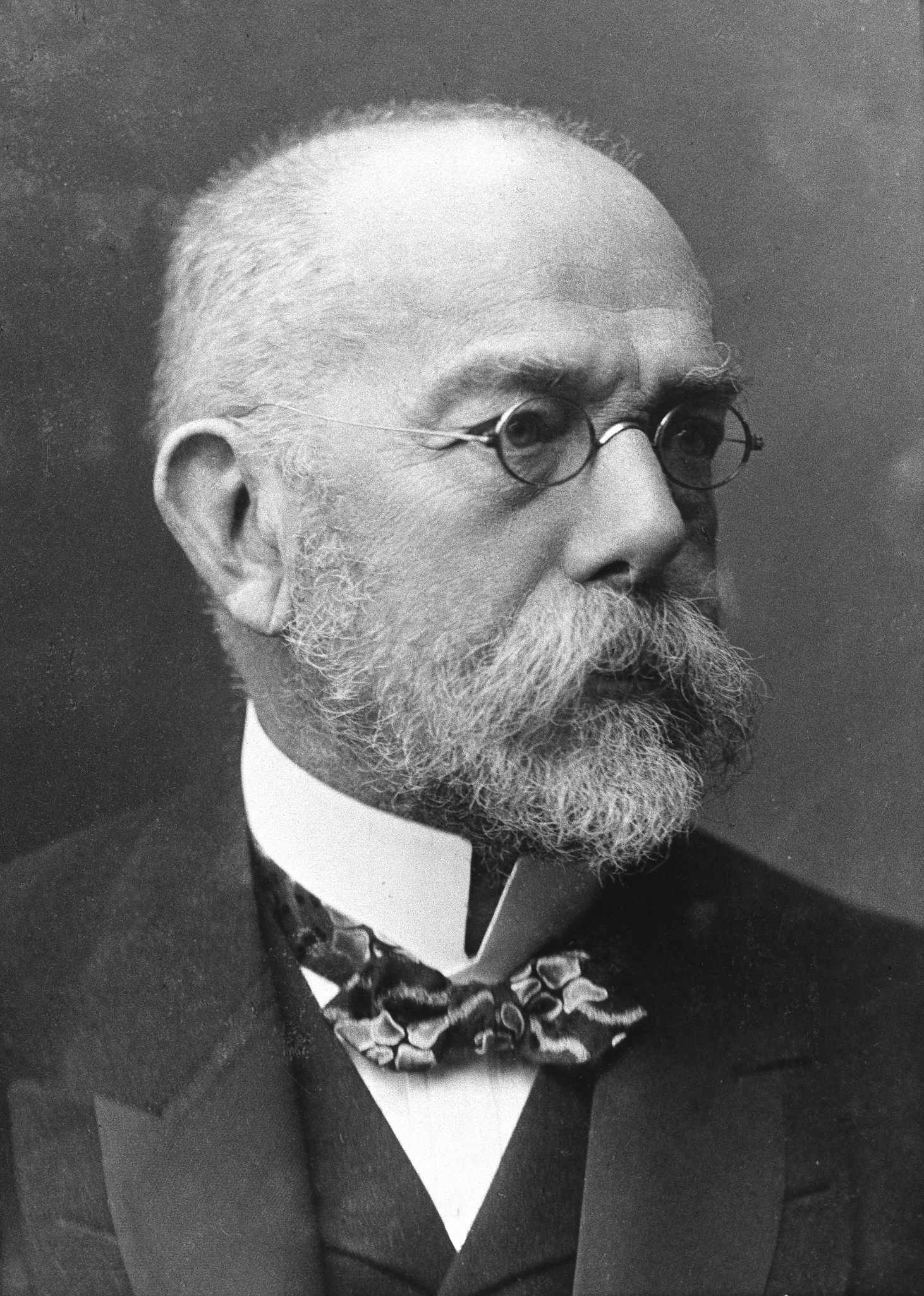
Robert Koch (1843-1910)
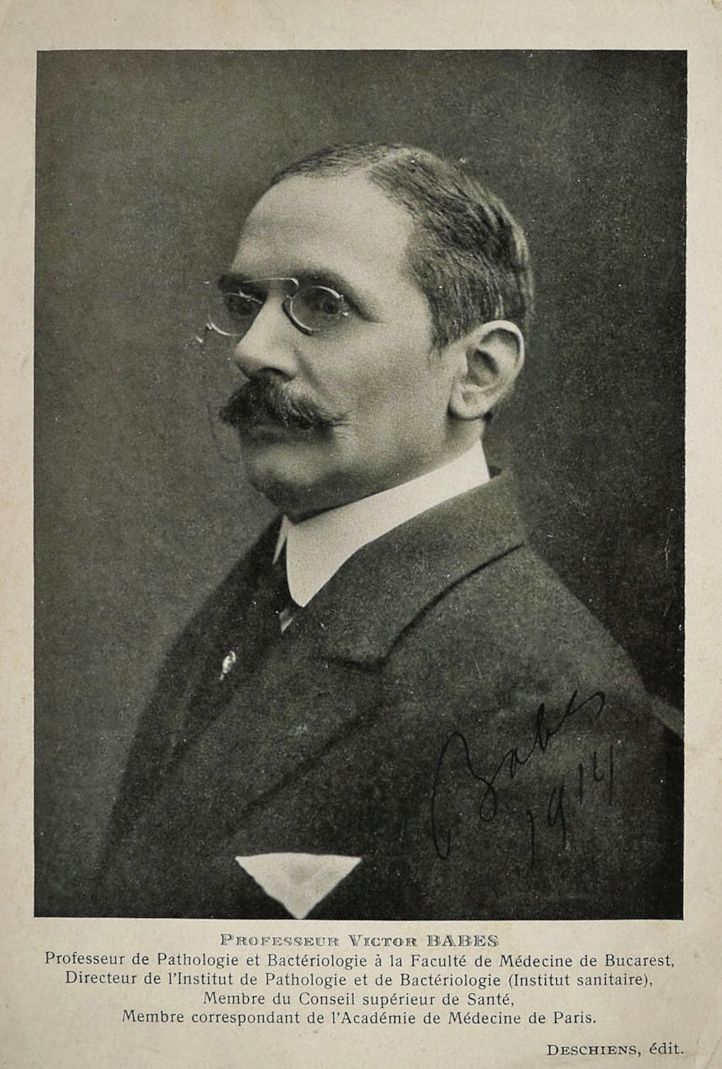
Victor Babeș (1854-1926)
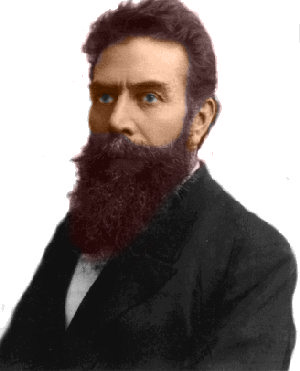
Wilhelm Conrad Röntgen (1845-1923)
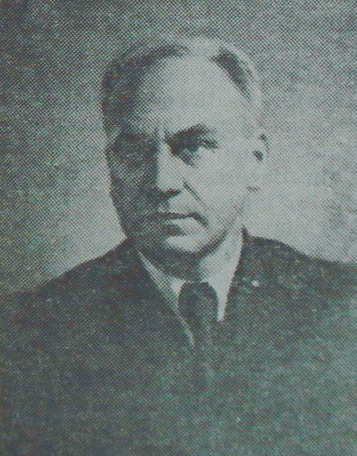
Dumitru Bagdasar (1893-1946)
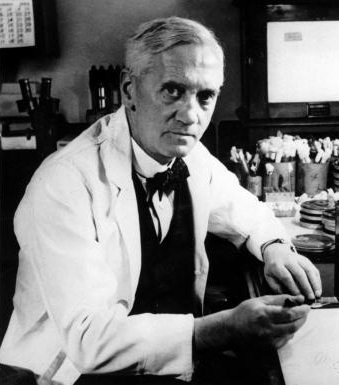
Alexander Fleming (1881-1955)
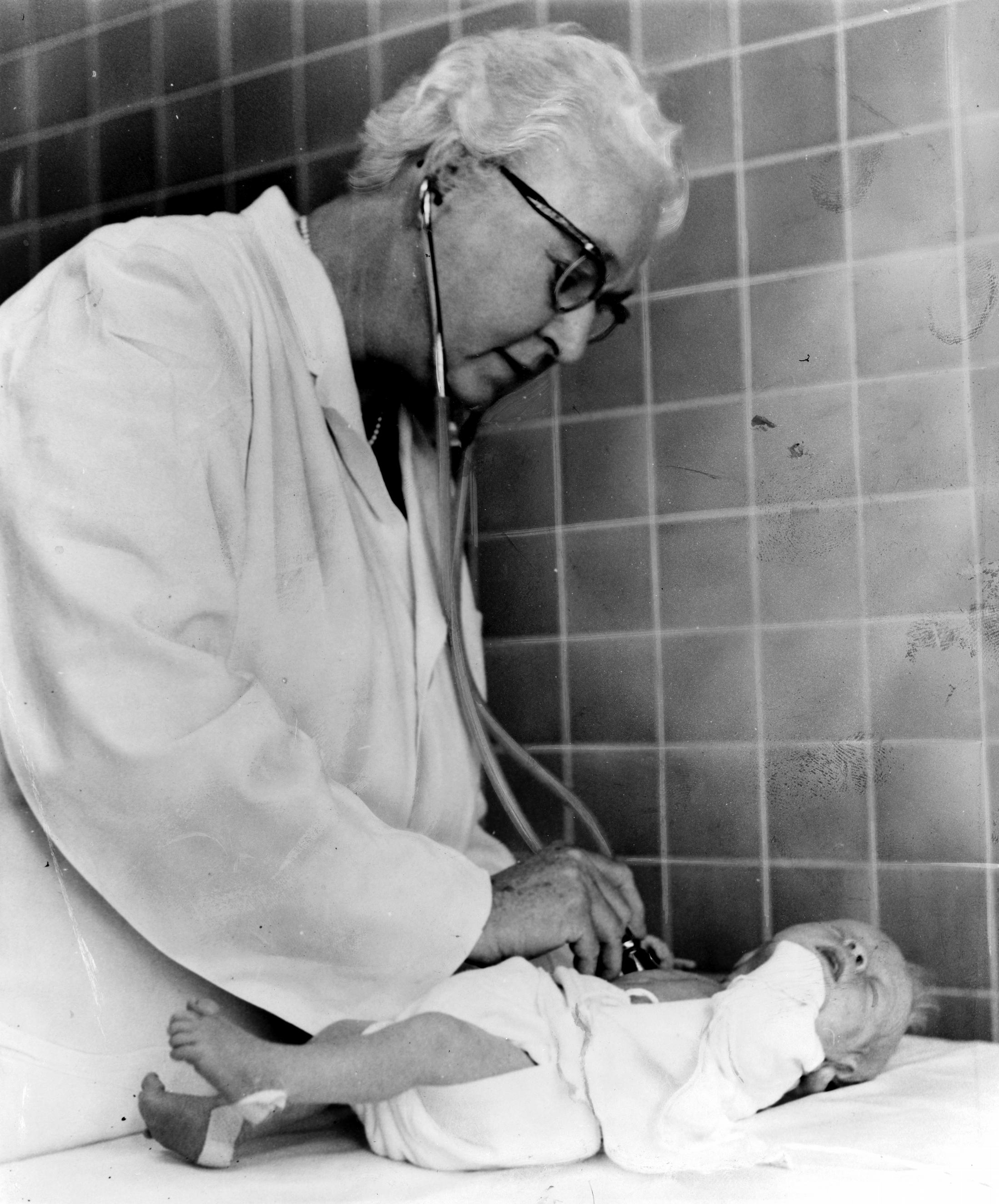
Virginia Apgar (1909-1974)
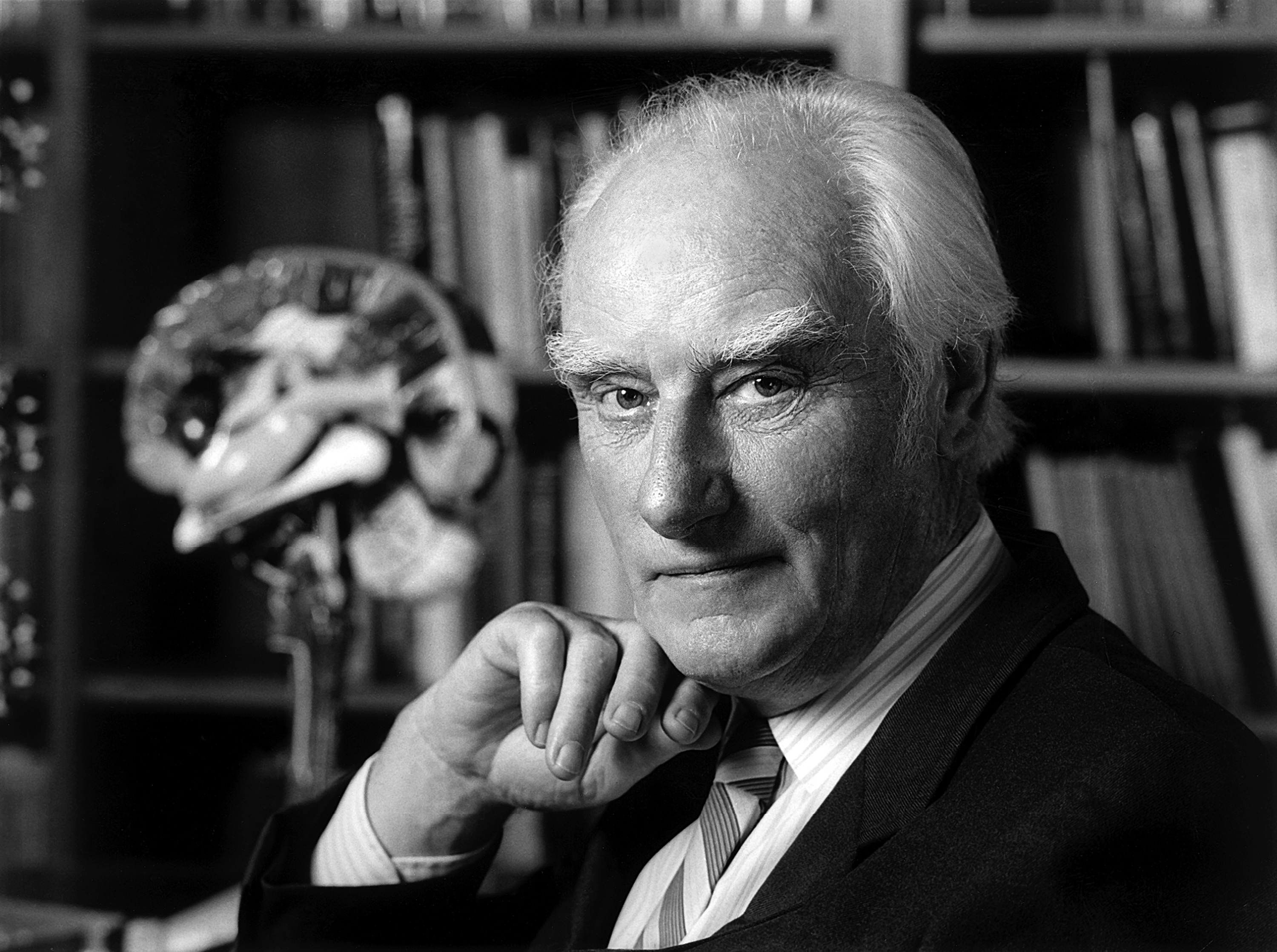
Francis Crick (1916-2004)
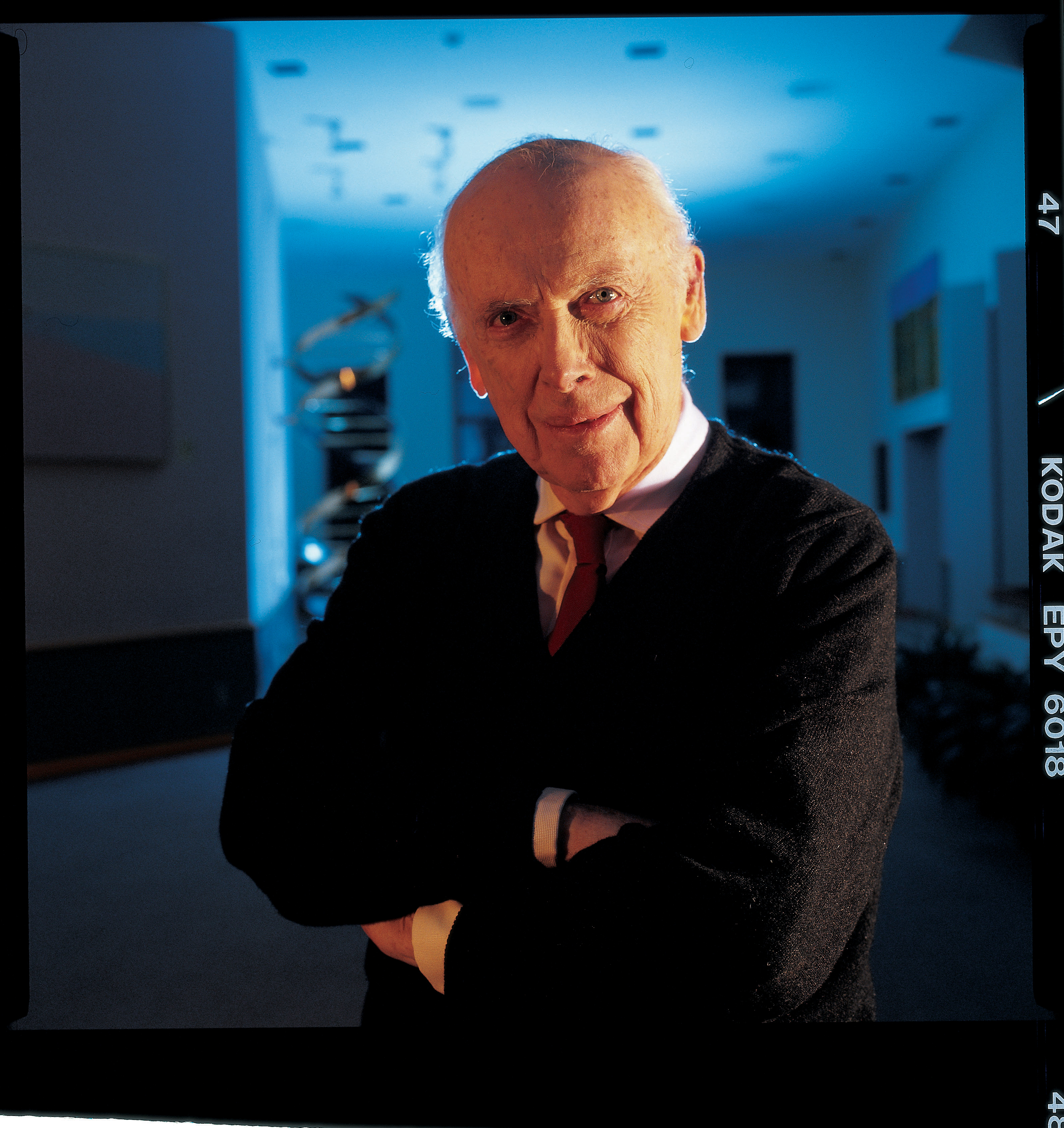
James D. Watson (1928-)